# Maisons-Alfort
Pour les articles homonymes, voir Maisons.
Maisons-Alfort est une commune française du Val-de-Marne, en Île-de-France. Elle se situe dans la banlieue sud-est de Paris, à trois kilomètres de la capitale (et à 600 mètres du Bois de Vincennes, Paris 12e), sur la rive sud de la Marne.
Son positionnement lui permet un accès rapide à plusieurs axes majeurs de communications franciliens que sont l'A4 au nord ou l'A86 au sud. Sa population actuelle en fait la sixième ville la plus importante du département derrière Vitry-sur-Seine, Créteil, Champigny-sur-Marne, Saint-Maur-des-Fossés et Ivry-sur-Seine. Ses habitants sont appelés les Maisonnais.

## Géographie

### Localisation
Maisons-Alfort est située sur la plaine de Créteil, entité topographique plate et basse formée par la Seine et la Marne. 
Autrefois plus étendue, elle perdit partie de son territoire quand la commune d'Alfortville fut créée en 1885.
Maisons-Alfort est l'une des 47 communes du Val-de-Marne, dont le chef-lieu est Créteil.
Elle a la forme d'un triangle :
- côté ouest, elle est séparée d'Alfortville par la voie de chemin de fer de Paris à Lyon et à la Méditérannée (ou RER D );
- côté nord, elle est limitée par la Marne ;
- côté sud-est, elle est limitrophe de Créteil ;
- à 1,2 km au sud de sa pointe sud se trouve le Carrefour Pompadour, un nœud routier entre la route nationale 6, la route nationale 186, l'autoroute A86, la route départementale 60 (voie express dans la continuité de la route nationale 406).

| - Localisation sur la carte de Paris et de la « Petite Couronne ». - Localisation dans le Val-de-Marne. - OpenStreetMap limite communale. |

Maisons-Alfort est entourée des six communes suivantes en commençant au nord et en tournant dans le sens des aiguilles d'un montre : Charenton-le-Pont, Saint-Maurice, Joinville-le-Pont, Saint-Maur, Créteil et Alfortville.
| Charenton-le-Pont | Charenton-le-Pont, Saint-Maurice | Joinville-le-Pont              |
| Alfortville       | Maisons-Alfort                   | Saint-Maur-des-Fossés, Créteil |
| Alfortville       | Créteil                          | Créteil                        |

### Climat
Pour des articles plus généraux, voir Climat de l'Île-de-France et Climat du Val-de-Marne.
En 2010, le climat de la commune est de type climat océanique dégradé des plaines du Centre et du Nord, selon une étude du CNRS s'appuyant sur une série de données couvrant la période 1971-2000. En 2020, Météo-France publie une typologie des climats de la France métropolitaine dans laquelle la commune est exposée à un climat océanique altéré et est dans la région climatique Sud-ouest du bassin Parisien, caractérisée par une faible pluviométrie, notamment au printemps (120 à 150 mm) et un hiver froid (3,5 °C).
Pour la période 1971-2000, la température annuelle moyenne est de 12,4 °C, avec une amplitude thermique annuelle de 15,5 °C. Le cumul annuel moyen de précipitations est de 631 mm, avec 10,5 jours de précipitations en janvier et 7,7 jours en juillet. Pour la période 1991-2020, la température moyenne annuelle observée par la station météorologique la plus proche, située à Joinville-le-Pont, à 3 km à vol d'oiseau, est de 12,9 °C et le cumul annuel moyen de précipitations est de 654,0 mm,. Pour l'avenir, les paramètres climatiques de la commune estimés pour 2050 selon différents scénarios d'émission de gaz à effet de serre sont consultables sur un site dédié publié par Météo-France en novembre 2022.
| Mois                                  | jan.             | fév.             | mars          | avril           | mai           | juin           | jui.          | août           | sep.          | oct.        | nov.            | déc.            | année      |
| ------------------------------------- | ---------------- | ---------------- | ------------- | --------------- | ------------- | -------------- | ------------- | -------------- | ------------- | ----------- | --------------- | --------------- | ---------- |
| Température minimale moyenne (°C)     | 2,5              | 2,5              | 4,7           | 7,1             | 10,6          | 13,9           | 15,8          | 15,6           | 12,4          | 9,3         | 5,6             | 3,1             | 8,6        |
| Température moyenne (°C)              | 5,2              | 6                | 9,2           | 12,4            | 15,8          | 19,1           | 21,3          | 21,1           | 17,4          | 13,3        | 8,7             | 5,6             | 12,9       |
| Température maximale moyenne (°C)     | 7,9              | 9,5              | 13,7          | 17,6            | 21            | 24,3           | 26,8          | 26,5           | 22,5          | 17,4        | 11,7            | 8,1             | 17,3       |
| Record de froid (°C) date du record   | −15,6 17.01.1985 | −12,1 07.02.1991 | −6,6 01.03.05 | −2,5 12.04.1986 | 1 08.05.1997  | 4,8 04.06.1991 | 7,5 14.07.08  | 6,8 29.08.1986 | 4 18.09.10    | −1 28.10.03 | −6,8 24.11.1998 | −9,5 29.12.1996 | −15,6 1985 |
| Record de chaleur (°C) date du record | 17,3 27.01.03    | 22,5 27.02.19    | 27,5 31.03.21 | 31 20.04.18     | 33,4 27.05.05 | 38,9 21.06.17  | 42,5 25.07.19 | 41 12.08.03    | 35,9 08.09.23 | 31 03.10.11 | 22,5 08.11.15   | 17,2 17.12.15   | 42,5 2019  |
| Précipitations (mm)                   | 52               | 47,1             | 46,3          | 45,4            | 62,9          | 54,2           | 59,1          | 55,9           | 49,9          | 56,2        | 59,2            | 65,8            | 654        |

## Urbanisme

### Typologie
Au 1er janvier 2024, Maisons-Alfort est catégorisée grand centre urbain, selon la nouvelle grille communale de densité à sept niveaux définie par l'Insee en 2022.
Elle appartient à l'unité urbaine de Paris, une agglomération inter-départementale regroupant 407  communes, dont elle est une commune de la banlieue,,. Par ailleurs la commune fait partie de l'aire d'attraction de Paris, dont elle est une commune du pôle principal,. Cette aire regroupe 1 929 communes,.
Maisons-Alfort est une commune urbaine, car elle fait partie des communes denses ou de densité intermédiaire, au sens de la grille communale de densité de l'Insee,,,.
Elle appartient à l'unité urbaine de Paris, une agglomération inter-départementale regroupant 411 communes et 10 785 092 habitants en 2017, dont elle est une commune de la banlieue,.
Par ailleurs la commune fait partie de l'aire d'attraction de Paris, dont elle est une commune du pôle principal. Cette aire regroupe 1 929 communes,.
La ville ne respecte pas le rythme et l'objectif de la loi SRU (votée en 2000), atteindre 25 % de logements sociaux/HLM (de tous types, y compris logements étudiants ou maisons de retraite abordables), elle doit payer des amendes à l'État (https://www.leparisien.fr/val-de-marne-94/logements-sociaux-13-communes-a-l-amende-dans-le-val-de-marne-12-04-2018-7660695.php et https://actu.fr/societe/ces-maires-du-val-de-marne-demandent-plus-de-temps-pour-construire-leurs-logements-sociaux_57482241.html).

## Structure de la ville

### Fiefet châteaux

#### Château d'Alfort et ferme de Maisonville - École vétérinaire
En 1312, il est fait mention d'un bâtiment que l'on nommait hôtel d'Harrefort ; il relevait de l’abbé de Saint-Maur. Sur un titre de l’an 1495, il est question de Jean de Harcourt, comte de Vaudémont - il semble bien que Harcourt et Harrefort ne devaient faire qu’un. Plus tard, en 1612, on trouve le château d'Hallefort. M. Mallet de la Cour des comptes, en était possesseur. Plus tard, on peut encore lire :

Louis de Falcony, seigneur d'Alfort, possédait plusieurs pièces de terre ; la moitié de la
basse-cour d'Alfort, le tout jusqu’à la concurrence de 64 arpents 1/2, ayant compris 16 arpents
que M. l’Archevêque venait de lui inféoder dans la censive de Maisons ; mais M. l’Archevêque
érigea cette portion d'Alfort en fief, à la prière de Falcony, par acte, devant Dupuis et Nicolas
Boucher, notaires à Paris, le 27 juillet 1641.

En 1765, Jean-Louis de L'Héraud ou Lhéreau, seigneur de la baronnie de Bormes, vendit cette propriété pour qu'y soit fondée l’École Vétérinaire par Claude Bourgelat. La ferme de Maisonville restée en dehors de l'opération, comprenait, outre les bâtiments d’exploitation, 500 arpents de terres et prés.

#### Château et domaine de Charentonneau

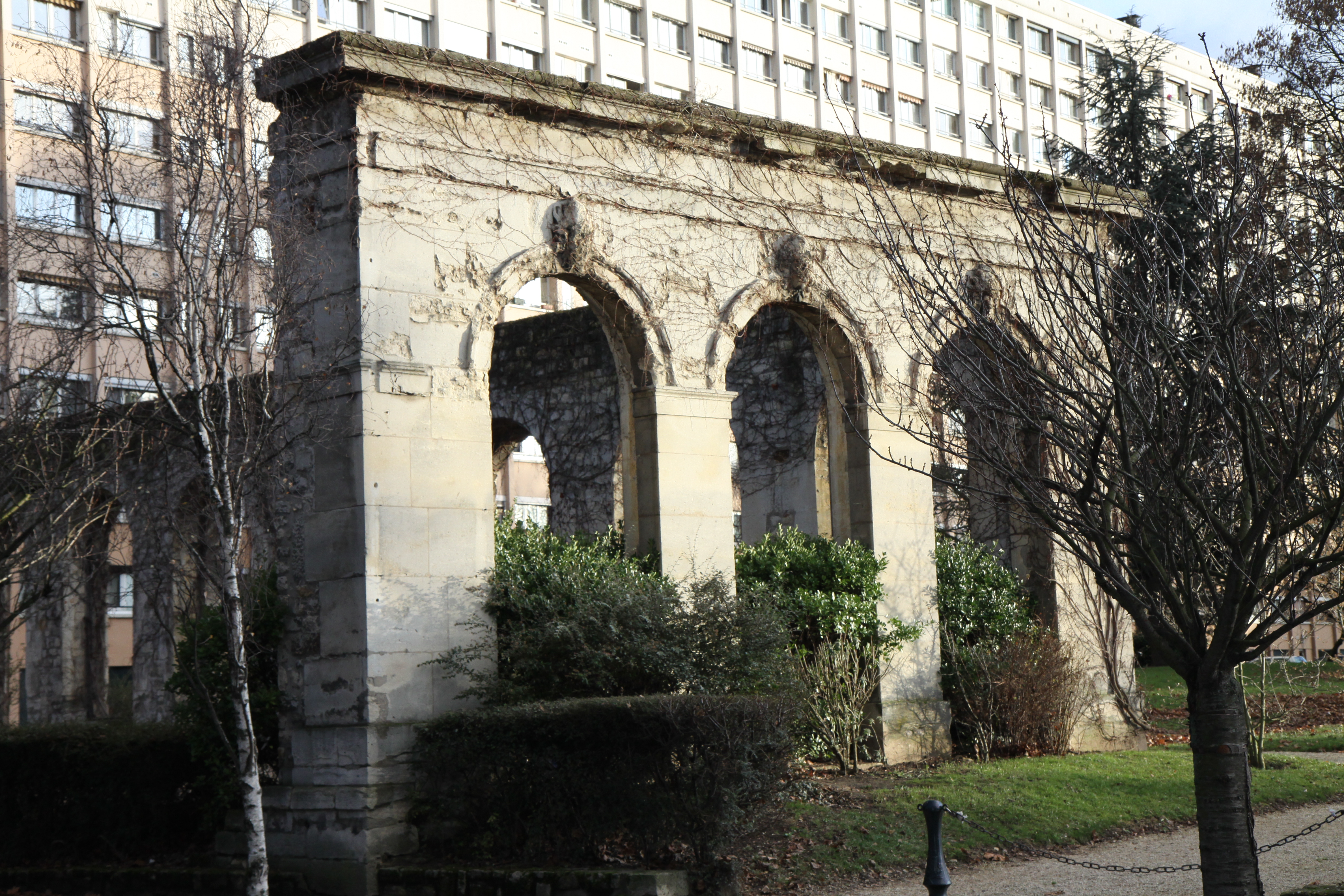
Vestiges de l'orangerie de l'ancien château de Charentonneau.

Charentonneau semble être d'origine aussi ancienne que le village de Maisons. C'est parfois Charentonnellum, Carentoniolo, ou Charentonnet que l'on rencontre.
Il est vaguement question en 1240 et 1246 de Charentonnellum. En 1281, l'abbé de Saint-Maur était propriétaire du moulin de Charentonneau, auquel les hommes de Maisons étaient banniers. Le 14 octobre 1377, le roi Charles V acheta à Nicolas Braque, son maître d’hôtel, « la maison qu'il avait à Charentonnel près du pont de Charenton, et ses dépendances » pour 3 200 livres d'or. Il la donna à Philippe de Mézières, chancelier de Chypre. Cette charte est datée de Beauté-sur-Marne, 1377. À cette époque, le pont de Charenton est parfois désigné sous le nom de pont de Charentonneau.
En 1444, à Nicolas Duru, huissier au Parlement, achète le fief de Charentonneau avec mention d'un manoir près du pont. En 1641, M. de Falcony devient possesseur des domaines de Charentonneau, d'Alfort et de la ferme de Maison Ville. Par la suite, René Gaillard, propriétaire du château voisin, en fait l'acquisition en 1671.
Le domaine est saisi et vendu comme bien national sous la Révolution et remanié à la fin du XVIIIe siècle. Il est acquis le 31 janvier 1808 par le baron Rodier Saliège et revendu à Charles-François Grimoult en 1832. Le domaine passe ensuite à ses descendants Delalain[Lequel ?], Jouët et Jouët-Pastré puis partagé en lotissement à la fin du XIXe siècle.
Le château est mentionné au XVIIe siècle sur une gravure d'Albert Flamen datée de 1646 et au XVIIIe siècle par Piganiol de La Force. Il fut détruit à la fin des années 1950 et il ne subsiste actuellement que deux murs de l'orangerie.
Le château, alors encore debout, et la cité de Château-Gaillard, alors en construction, furent en 1958, le cadre du tournage de quelques scènes au début du film Archimède le clochard, avec Jean Gabin. On aperçoit brièvement le château dans ce film.

#### Château de Reghat
Le château de Reghat a été construit au XVIIIe siècle, c'est l'une des demeures les plus anciennes de Maisons-Alfort. Il a été utilisé comme rendez-vous de chasse de Louis XV et a servi de lieu de séjour pour la Marquise de Pompadour. Ses façades sur jardin et ses toitures sont inscrites depuis 1979 à l’inventaire supplémentaire des monuments historiques. À partir de 1872, il est devenu la propriété de la société de fabrique de levures fondée par le baron Max von Springer, devenue depuis Bio-Springer (groupe Lesaffre).
Dans le cadre d'un mécénat de Bio-Springer, le château abrite depuis 2003 le Musée de Maisons-Alfort.

### Organisation actuelle

Carte des quartiers.

(en faisant le tour de la ville, dans le sens des aiguilles d'une montre, en partant du nord)
- Charentonneau : Ce quartier se situe entre la Marne et le centre actuel. Dans l'histoire de la ville, le domaine de Charentonneau est aussi ancien que le bourg historique. Le hameau de Charentonneau est connu depuis 1170 par une charte des archives de Saint Maur. À l'origine, il était composé d'un château et de toute l'infrastructure nécessaire (ferme, terres, etc.). Celui-ci sera détruit en 1950, seuls subsisteront deux murs de l'orangerie[12]. Dès la fin du XIXe siècle, le parc est découpé en lotissement et constituera par la suite une partie de la zone résidentielle du quartier de Charentonneau.
- Les Planètes : Ce quartier est situé dans la pointe nord-est de la commune, il est bordé au nord par la Marne et au sud par la ville de Créteil. Le nom de sept des rues de ce quartier évoque le système solaire (rues de Mercure, de Vénus, de la Lune, de Mars, du Soleil, d'Uranus et de Neptune).
- Les Juilliottes : À l'origine, c'était un quartier de la ville principalement composé de champignonnières, de terrains vagues et de carrières qui furent comblés afin d'y aménager, au début des années 1970, un ensemble immobilier composé de logements, de bureaux ainsi qu'un petit centre commercial.
- Hector Berlioz
- Liberté-Vert-de-Maisons : Avant d'être urbanisé, c'était un quartier maraîcher, des lotissements commencèrent à y être construits après la Première Guerre mondiale. En 2005, la friche correspondant à l'ancienne imprimerie Cino del Duca a été transformée en un parc de 2,5 hectares.
- Le centre ou le « Vieux Maison » : Quartier dans lequel se situe la mairie de style Louis XIII. Acquise par la commune en 1894, elle est inaugurée en 1896 et agrandie en 1965. Le vieux Maison est au centre du quartier industriel de la ville au début du XXe siècle.
- Alfort : Ce quartier doit son nom au château maintenant détruit. Celui-ci est séparé du quartier de Maison par le Fort de Charenton. Dans ce quartier, sur 12 hectares, est implantée l'École Vétérinaire fondée en 1765. Sur la paroisse d'Alfort, l'église Sainte-Agnès a été construite en 1933. Son clocher hexagonal, rappelant la forme d'une bouteille de Suze, culminant à 53 mètres, est orné d'une statue de sainte Agnès (voir section « Monuments religieux » dans cet article et l'article dédié).

Ce n'est qu'à partir de 1880 que l'on construisit les premières maisons que l'on peut assimiler à nos lotissements actuels. Au milieu du XXe siècle, seuls ces deux derniers quartiers étaient urbanisés. Le reste du territoire de la commune était occupé par des terrains maraîchers.

## Voies de communication et transports

### Réseau de communication
La Ville est traversée par l'ancienne route nationale 6, qui contourne le centre-ville, et l'ancienne route nationale 19, ainsi que par l'autoroute A86.
Elle est desservie au nord par l'autoroute A4 (qui passe de l'autre côté de la Marne, à Charenton-le-Pont).
Les deux anciennes routes nationales partent du carrefour de la Résistance, situé à l'entrée nord-ouest de la ville en venant du pont de Charenton.
Durant sa traversée de Maisons-Alfort, la RD 6 (ex-RN 6), prend successivement les noms d'avenue du Général-de-Gaulle, puis avenue du Professeur-Cadiot, puis avenue Léon-Blum, puis rue Jean-Jaurès. Elle est orientée vers le sud le long de la voie de chemin de fer sur la plus grande partie de son tracé, mais elle s'en écarte provisoirement pour contourner la partie du centre-ville où se situe la mairie. Dans le passé, cependant, la route principale, correspondant globalement à l'actuelle départementale, pénétrait dans le centre-ville (partie sud de l'avenue du Général-de-Gaulle) et se dirigeait directement sur l'église Saint-Rémi, ce qui est un signe de l'ancienneté du tracé (sans doute une voie romaine).
La RD 19 (ex-RN 19), sous le nom d'avenue du Général-Leclerc, est orientée transversalement vers le sud-est en coupant la ville en deux parties. La partie est de la RN 19 est surtout résidentielle avec des quartiers pavillonnaires et les bords de Marne, tandis que la partie ouest abrite la plus grande part des équipements urbains (École vétérinaire, Fort de Charenton, mairie, cimetière, terrains de sport, établissements d'enseignement supérieur, usines Bio-Springer et Aventis, grands ensembles d'habitation, voie ferrée).

### Transports en commun

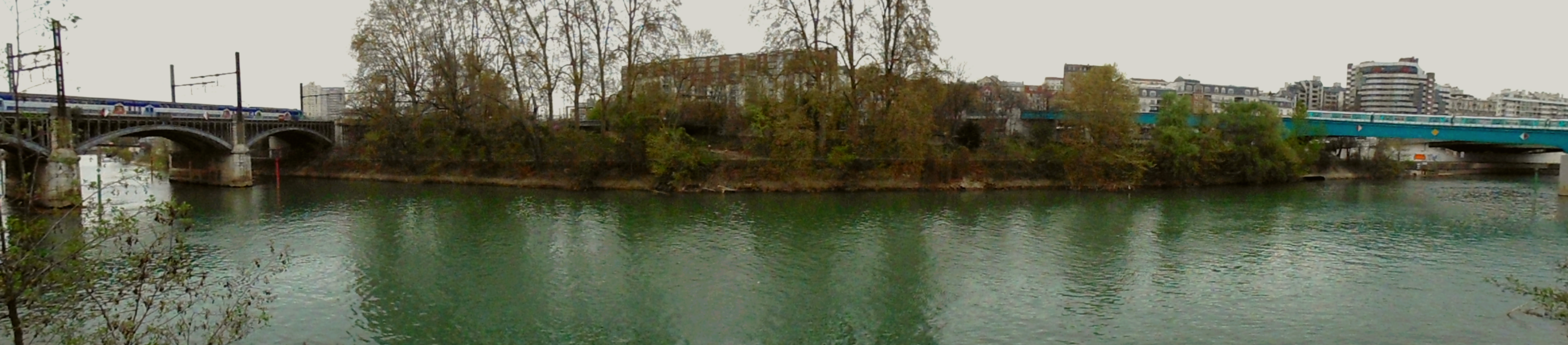
Le RER D et la ligne 8 enjambant la Marne à Maisons-Alfort.

- Ligne D du RER : deux gares communes à Alfortville et Maisons-Alfort : Maisons-Alfort-Alfortville et Le Vert de Maisons,
- Ligne 8 du métro de Paris avec trois stations : École Vétérinaire de Maisons-Alfort, Maisons-Alfort - Stade et Maisons-Alfort - Les Juilliottes.
- La future ligne 15 : à la station Le Vert de Maisons. Cette ligne, dont la mise en service[15] est prévue pour 2025, fait partie des travaux du Grand Paris Express. Les travaux de rénovation et d'agrandissement de la gare du Vert de Maisons ont commencé début 2016 pour permettre l'interconnexion avec cette nouvelle ligne de métro.
- Bus : Lignes 24, 103, 104, 107, 125, 172, 181, 217, 325, 372, (…) L'école vétérinaire est un nœud de communication pour les bus. Celle-ci est en effet le terminus de nombreuses lignes de bus.

### Vélo
Maisons-Alfort bénéficie d'une situation géographique favorable à l'usage du vélo avec la proximité immédiate des quais de la Marne, aménagés à Saint-Maurice en véloroute de Joinville-le-Pont à Paris. Des pistes cyclables séparées du trafic motorisé sont aménagées le long des deux principaux axes de circulation en direction de Paris, la RD19 et la RD6, toutefois ce n'est pas le cas du principal axe traversant la ville de l'ouest au nord-est, l'avenue de la République.

#### Vélib'
En 2018, l'extension du SAVM Vélib aux communes de la Métropole du Grand Paris permet à la Ville d'y adhérer. Sept stations Vélib' sont implantées à Maisons-Alfort :
- Square Jean Moulin – Parvis de la Gare du Centre-Ville
- Square René Coty – Face au 68 place René Coty
- Parc du Vert-de-Maisons – 16 rue de Rome
- Aux Planètes – Avenue de Verdun (sur les Bords de Marne, à l’entrée du Pont de Maisons)
- Métro Les Juilliottes – Rue Louis Pergaud
- Métro Stade – Face au 143 avenue Du Général Leclerc
- Métro École Vétérinaire de Maisons-Alfort – Face au 15 avenue du Général Leclerc[16]

#### RER Vélo
En 2019, le Collectif Vélo Île-de-France présente un projet de réseau cyclable structurant à l'échelle de la région Île-de-France, le RER V. Construit par les militants associatifs, il intègre la RD19 (avenue du Général Leclerc) dans la "ligne" D, reliant Paris à Tournan-en-Brie. En 2020, la Région Île-de-France adopte le projet de RER V et définit les axes à aménager prioritairement. La ligne Paris-Tournan devient la ligne E et est programmée pour la première phase de l'aménagement du réseau, à partir de 2025.

#### Baromètre des villes cyclables
Depuis 2017, la Fédération des Usagers de la Bicyclette organise tous les deux ans une enquête en ligne afin de connaître le ressenti des cyclistes sur les communes où ils circulent. Les répondants sont invités à répondre à une cinquantaine de questions et à noter, sur une échelle de allant de 1 à 6, différents aspects des conditions de circulation, de stationnement, d'efforts de leur collectivité menés depuis la précédente édition pour améliorer la place du vélo.
- En 2017, 66 réponses sont collectées à Maisons-Alfort[18].
- En 2019, Maisons-Alfort obtient la note globale de 3,11 et est donc classée parmi les villes « moyennement favorables » à la pratique du vélo. 121 réponses ont été collectées, en augmentation de 83% par rapport à 2017[19].
- En 2021, la FUB propose aux associations locales de poser des questions adaptées aux contextes locaux. L'antenne maisonnaise de l'association Mieux se Déplacer à Bicyclette (MDB) s'intéresse ainsi au ressenti des cyclistes à propos de l'aménagement sur les axes longeant les bords de Marne ainsi qu'à ce qu'ils considèrent comme étant la priorité pour développer l'usage du vélo dans la ville, parmi plusieurs propositions identifiées. 218 réponses ont été collectées, en augmentation de 80% par rapport à l'édition précédente. Les résultats généraux seront connus au mois de février 2022.

## Toponymie

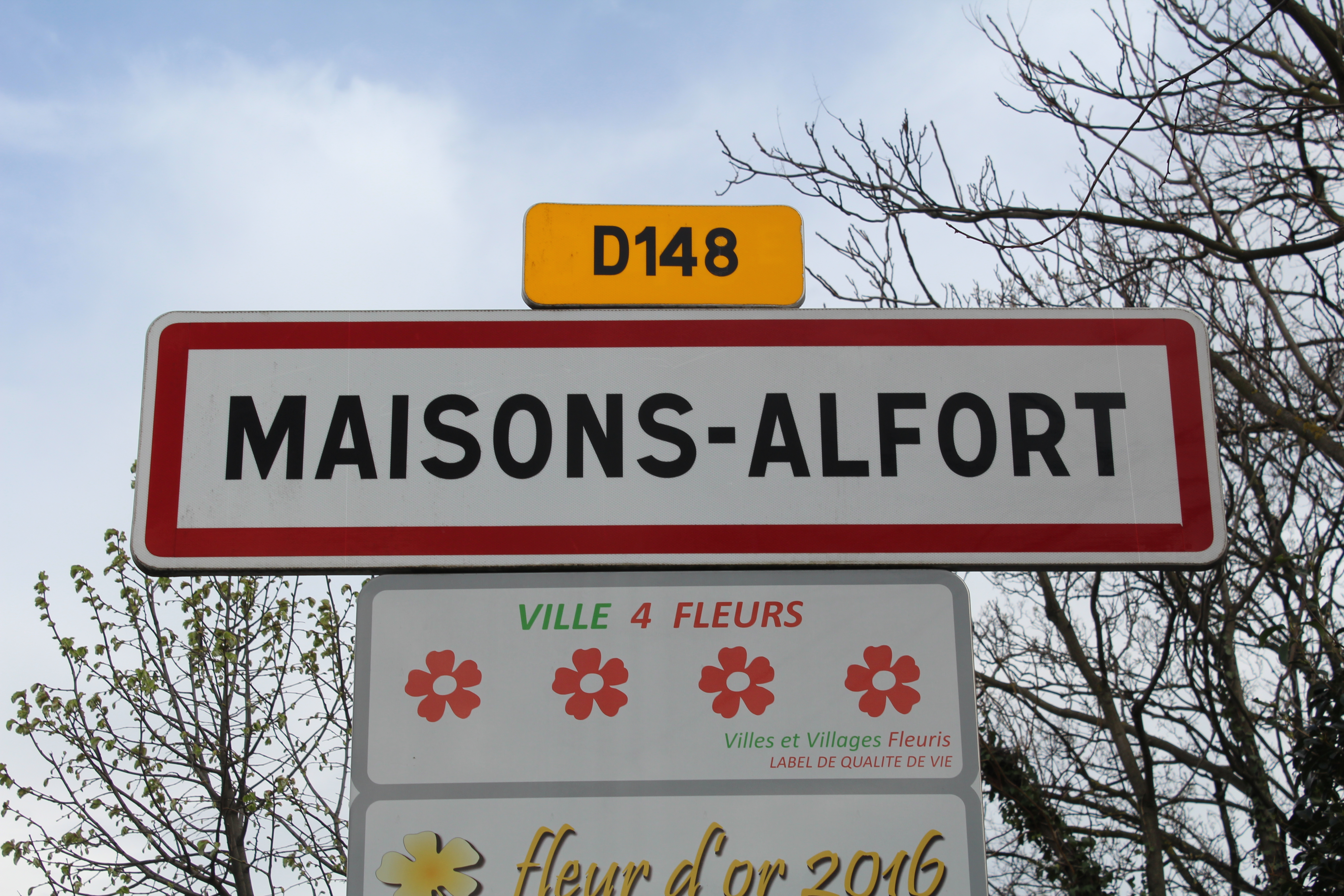
Panneau d'entrée depuis Alfortville.

L'origine du nom de la ville serait lié au fait que les premiers habitants se seraient installés à la confluence de la Marne et de la Seine et qu'au fil du temps, le bourg aurait pris l'appellation de « les Maisons ». Il est possible qu'il s'agissait à l'origine d'une mansio, c'est-à-dire un lieu de repos le long de la voie romaine. Le site des Mansiones est mentionné dès l'an mil ; il a alors déjà pris de l'importance et s'est doté d'une église paroissiale.
La deuxième partie du nom apparaît au XIVe siècle sous la forme de Hareford ou Harefort ; elle vient d'un hameau de la commune qui à l'origine (au XIIe siècle) était un domaine de Pierre d'Aigueblanche, seigneur d’Herefort – francisation de Hereford (Angleterre), où le savoyard Pierre d'Aigueblanche a été intronisé en 1240 Bishop of Hereford, c'est-à-dire évêque d'Hereford. Le temps passant, le nom évolua en Hallefort (attesté en 1612) et enfin Alfort à partir du XVIIIe siècle.
Dès la fin du XVIIe siècle, Maisons et son hameau Alfort ont été assemblés sous la désignation Maisons-Alfort.

## Histoire

### Préhistoire et Antiquité
Les fouilles archéologiques réalisées à Maisons-Alfort en 1994 ont livré les vestiges d'une occupation préhistorique, néolithique et protohistorique, datée entre 200 000 et 160 000 ans. Sur les rives de la Marne on retrouve des restes d'une sépulture, un mégalithe, quelques vestiges plus à l'est et quelques outils. Dans les années 1990, lors de fouilles près du pont de Charenton, un important habitat néolithique, avec une sépulture, a été exhumé par le LDA (Laboratoire Départemental d'Archéologie 94) puis par l'AFAN (Association pour les fouilles archéologiques nationales). Ces vestiges archéologiques ont donné des indices importants et inédits sur le mode de vie de l’Homme de Néandertal dans le Bassin parisien. Les fouilles de 1997 et 1998 ont permis de découvrir des restes osseux d’un cheval de Mosbach, d’un cerf élaphe, d’un jeune mammouth, d’un auroch et d’un grand canidé.
Lors de la construction du fort de Charenton au XIXe siècle, on fit la découverte d'une structure en bordure d'un ancien chemin, probablement identifiable à un tumulus, relief visible appelé « Butte de Grammont ». On y découvrit plusieurs sépultures dont certaines présentent un certain apparat. Elles sont datables de la Tène ou de l'époque romaine.

### Moyen Âge

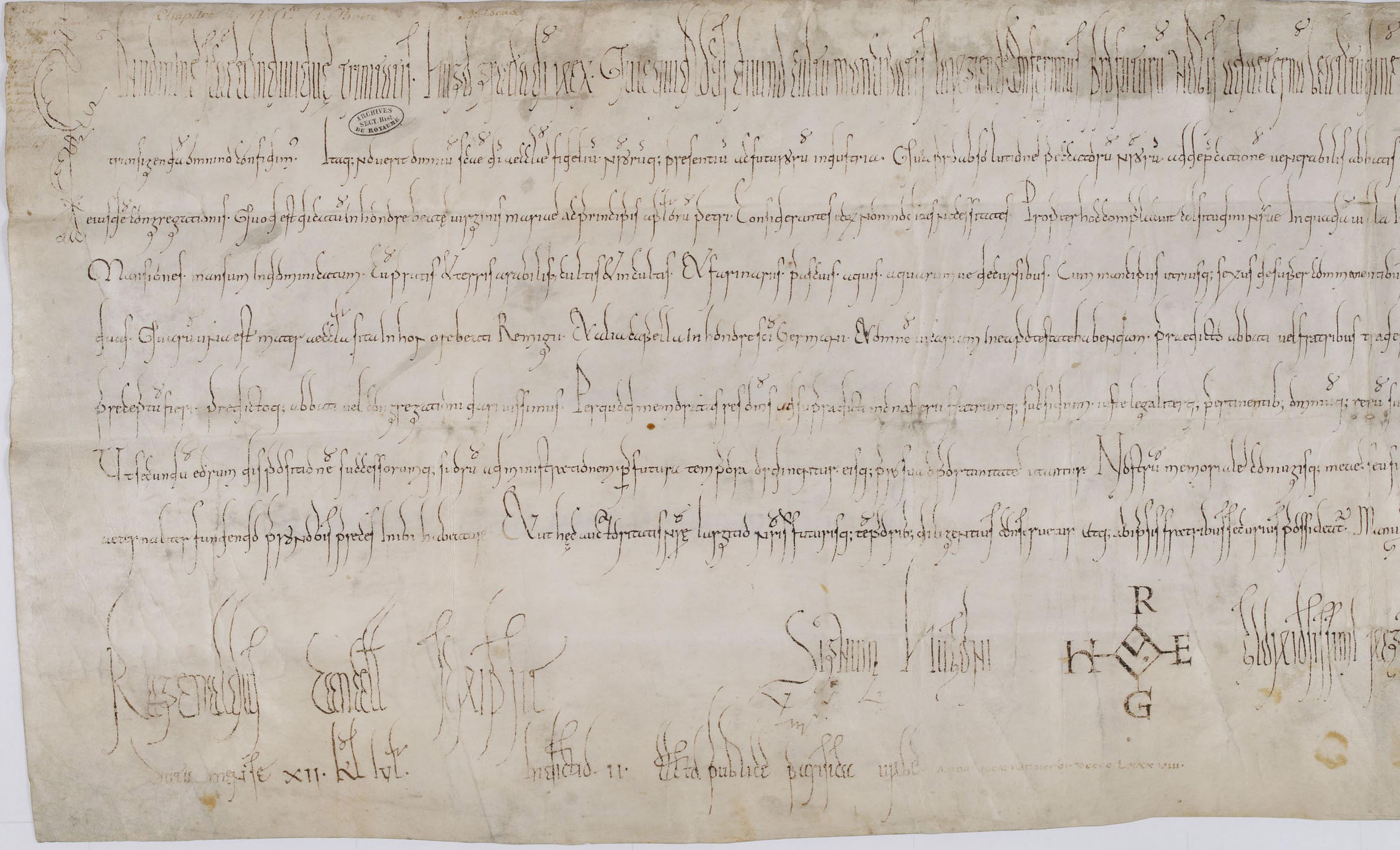
Donation par Hugues Capet en 988 du domaine de Maisons-Alfort à l'abbaye de Saint-Maur-des-Fossés (Archives nationales).

Dès 988, on trouve mention au sein d’une charte, de l’expression d’un village dénommé Mansiones ou encore Maisons. Cette charte énonce la donation des terres de Maisons-Alfort de Hugues Capet vers l'abbaye de Saint-Maur-des-Fossés. À la suite de quoi, quatre ans après ce don en 992, le pape Jean XV fonde la cure de Maisons appelée église « ecclesium Mansionibus ».
Par sept chartes successives des années 1262, 1269, 1287, 1291, 1301, 1324 et 1325, les abbés de Saint-Maur « affranchirent de toutes servitudes 143 chefs de ménage et leur postérité née et à naître (…) ». En comptant cinq personnes par ménages, la population est alors estimée à 715 habitants. Cette estimation ne prenant pas en compte les seigneurs, le curé et les serfs qui n'ont pas été affranchis, si toutefois il en reste. Cependant, s’agissant de ce recensement, on ignore s'il n’est question que des serfs de Maisons. En effet, il est plausible que ceux de Créteil, qui appartenaient également aux abbés de Saint-Maur, soient, eux aussi, compris au sein du comptage de la population. Ainsi au vu de ces données, on peut raisonnablement avancer un total approximatif d’environ 800 personnes, soit environ 400 pour Maisons, ce qui semble vraisemblable d’après les informations que l’on dispose et de par la comparaison que l’on puisse faire avec d’autres hameaux de taille comparable contemporains à cette période.
Par cet écrit : « (…) cependant, par une charte du samedi avant la Chandeleur, en 1295, l'abbé de Saint-Maur amortit à la confrairie lesdits deux quartiers de vigne (…) ». On apprend que du vin y est produit, ce qui constitue un témoignage des aspects économiques et sociaux de Maisons-Alfort durant le Moyen Âge.
En 1358, lors de la guerre de Cent Ans, les Anglais et Charles de Navarre prennent le pont de Charenton. Toutefois, on ignore tout du sort des habitants.
En 1465, l'armée de la Ligue du Bien public, formée par des seigneurs contre le roi de France Louis XI, campe dans le voisinage du pont. De nombreux combats y sont livrés. Maisons-Alfort est durant un temps un champ de bataille où s'expriment les belligérants de cette guerre seigneuriale.

### Temps modernes
Lors des guerres de religion, en 1567, les calvinistes s'emparent du pont de Charenton. Point de passage stratégique, en 1590, une nouvelle bataille a lieu pour la possession de ce même pont ; Henri IV l'enlève aux soldats de la Ligue catholique pendant le siège de Paris.
En raison du coût de la guerre, le roi décida de faire payer à nouveau, en 1652, le droit d'amortissement. Il y a lieu de remarquer que si, d’un côté ; les abbés de Saint-Maur contestaient aux habitants de Maisons la propriété complète des quelques champs dont ils jouissaient en commun, et leur réclamaient de ce fait un impôt sous forme de corvées, le roi reconnaissait leurs droits sur ces mêmes champs, afin de pouvoir à son tour exiger d'eux la taxe de mainmorte.

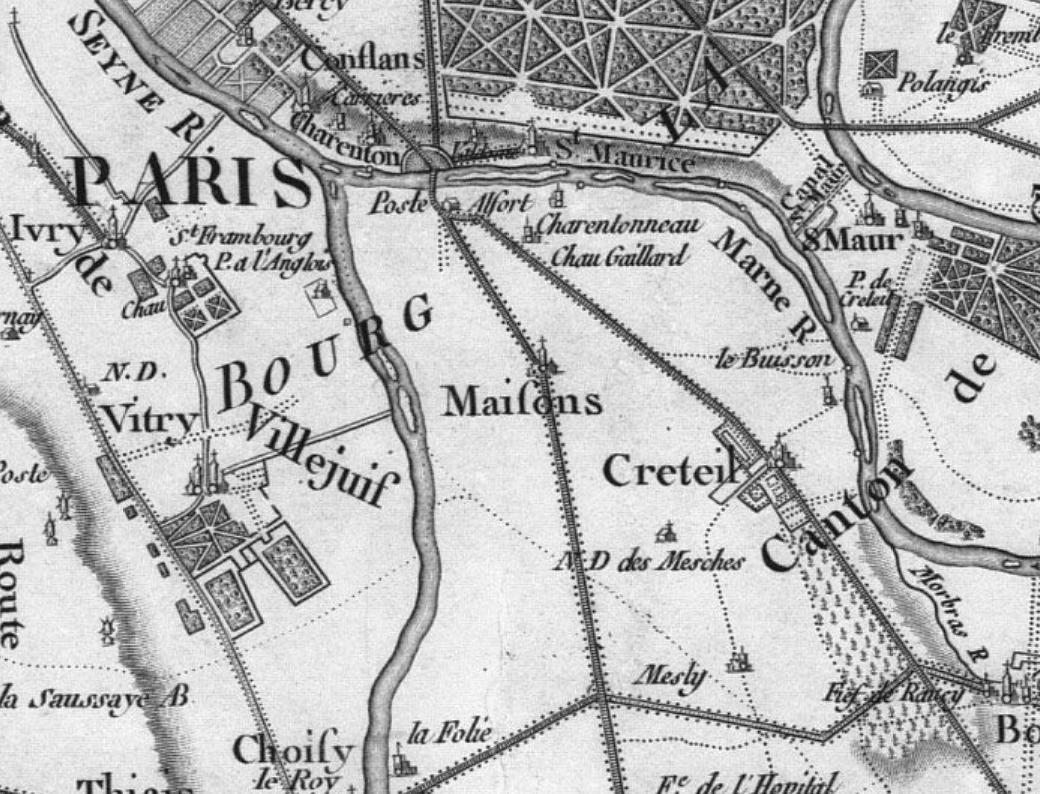
Maisons-Alfort sur la carte de Cassini datant du XVIIIe siècle.

En 1674, Maisons compte parmi les terres et seigneuries réunies en un duché de Saint-Cloud.
En 1680, il est question depuis quelque temps de prés communs entre Maisons et Créteil. Ces prés faisaient partie de ceux concédés par les abbés aux habitants pour le pacage de leurs bestiaux. Ces terres avaient été surnommées Prés des pailles, parce que les habitants de Maisons qui fournissaient depuis longtemps les pailles et litières pour la grande écurie du roi, affectaient le revenu qu'elles produisaient à l'acquisition de cette paille quand elle n'avait pas pu y être récoltée ou qu'elle venait à manquer. C'est de l'une de ces livraisons qu'il s'agit, lorsqu'on parle de l'octroi de Paris. Cette paille était plus généralement livrée à Carrières-Charenton, dans les écuries royales au Séjour du roi. En échange de cette fourniture, depuis le roi Jean, en 1351, jusqu'à Louis XV, en 1717, il leur avait été octroyé dix-huit chartes comportant des privilèges dont on peut lire la dernière :
« Louis, par la grâce de Dieu, roi de France et de Navarre, à tous présents et à venir salut. Nos bien-aimés les habitants de Créteil, Maisons et villages qui en dépendant, nous ont fait remontrer qu'ils sont obligés de fournir à leurs dépens toutes les pailles et litières nécessaires pour les chevaux de notre grande écurie, et de les conduire en quelque lieu que notre dite écurie soit commandée… Pour les indemniser, il leur a été accordé l'exemption de tout port, péage, passage, barrage, travers pour eux leurs chevaux et voitures. »
On les exemptait également de fournir des chevaux ou voitures pour l’armée et l'artillerie, de loger des troupes, et de tout impôt et taxes diverses. Ce qui n'empêche pas qu'à diverses reprises il soit constaté des dépenses occasionnées par l'hébergement de troupes ou de leur passage.
Selon les dénombrements de l'élection de Paris de 1709, la commune abrite 95 feux, elle compte 450 habitants en 1726 et 92 feux en 1745.
En 1766, Claude Bourgelat crée l'école vétérinaire
Le 3 mars 1814, l'école d'Alfort fut transformée en un camp militaire par les jeunes élèves vétérinaires, après avoir fortifié le château et crénelé les murs de l’école et du parc. Soutenus par quelques troupes régulières et des canons, ils défendirent vaillamment le passage du pont de Charenton contre les Alliés.

### Époque contemporaine

#### XIXesiècle
« La section d'Alfortville, qui n'obtenait pas toutes les satisfactions auxquelles elle croyait avoir droit, s'était décidée à s'ériger en commune distincte. »
Par la Loi du 1er avril 1885, dont voici le texte intégral, la commune est amputée d'environ 40 % de son territoire avec la création de la commune d'Alfortville :
- Art. 1er.- La section d'Alfortville est distraite de la commune de Maisons-Alfort, et formera à l'avenir une commune distincte, dont le chef-lieu est fixé au bourg d'Alfortville, qui en portera le nom. « La limite entre les deux communes est fixée dans toute son étendue, par l'axe actuel de la ligne du chemin de fer P.L.M. conformément au tracé en vert du plan annexé à la présente loi. « Les dispositions qui précédent recevront leur exécution sans préjudice des droits d'usage et autres, qui pourraient être respectivement acquis.
- Art. 2. La commune d'Alfortville paiera pendant dix années, à celle de Maisons-Alfort, une annuité de 1 477 francs et 50 centimes représentant le contingent mis à sa charge pour le rachat du pont d'Ivry.
- Art. 3. La bibliothèque de Maisons-Alfort restera la propriété de cette commune, qui paiera à celle d'Alfortville, à titre de compensation, une somme de 1 500 francs. « La commune d'Alfortville pourra faire inhumer ses morts dans le cimetière de Maisons-Alfort pendant une période de temps qui ne pourra excéder trois ans. « La part revenant aux indigents d'Alfortville, dans la rente sur l'État, de 955 francs, qui constitue l'actif du bureau de bienfaisance de Maisons-Alfort, est fixée à 426 francs de rentes.

La présente loi, délibérée et adoptée par le Sénat et la Chambre des députés, sera exécutée comme loi de l’État.
À Paris, le 1er avril 1885.
Le ministre de l'Intérieur : « Signé : Jules Grévy », « Signé : Waldeck-Rousseau».
La ligne de chemin de fer Paris-Lyon marquait la frontière entre les deux nouvelles communes.

#### XXesiècle
La crue de la Seine en 1910 (mois de janvier, février) a presque entièrement inondé la commune d'Alfortville et une partie de la commune de Maisons-Alfort dans une zone délimitée par la voie ferrée à l'ouest et l'avenue du Général-de-Gaulle, la rue Victor-Hugo, le rue Georges-Médéric à l'est (Le rapport Picard - analyse de la crue de 1910 - Carte d'inondation des environs de Paris)
Pendant l'Occupation, Maurice Lissac (commandant) et l'industriel Roland Deplanque (capitaine) créent en 1942 à Maisons-Alfort un groupe de résistance qui comptera une centaine de membres. Le 9 juin 1944, le commandant Maurice Lissac est arrêté puis déporté au camp de concentration de Buchenwald dont il ne reviendra pas, le capitaine Roland Deplanque le remplace alors. Il est lui aussi arrêté puis fusillé le 22 août 1944 au carrefour de la Croix de Villeroy (entre Tigery et Quincy-sous-Sénart).  Les rues « Maurice Lissac » et « Capitaine Roland Deplanque » leur rendent hommage.
Le 8 septembre 1944, le tout premier tir opérationnel d'un missile de type V2, développé par l'Allemagne nazie, tombe sur la ville, et plus précisément sur des immeubles situés 25, rue des Ormes et 35, rue des Sapins. L'objectif était la ville de Paris. Le premier missile balistique opérationnel de l'histoire fit six morts et 36 blessés.
Le 27 juin 1988 en début de soirée se produisait un accident dans la gare de banlieue souterraine de Paris-Lyon faisant 56 morts et 57 blessés. Le train de banlieue à l'arrêt qui avait été percuté était un omnibus pour Melun (actuel RER D) desservant Maisons-Alfort. De ce fait de nombreuses victimes habitaient la ville, parmi lesquelles le conducteur du train. Cette tragédie causa une très grande émotion parmi les habitants de Maisons-Alfort.

## Politique et administration

### Rattachements administratifs et électoraux
Jusqu'à la loi du 10 juillet 1964, la commune faisait partie du département de la Seine. Le redécoupage des anciens départements de la Seine et de Seine-et-Oise fait que la commune appartient désormais au Val-de-Marne à la suite d'un transfert administratif effectif le 1er janvier 1968, et fait partie de l'arrondissement de Créteil.
Depuis la création du département du Val-de-Marne, la commune était divisée entre les cantons de Maisons-Alfort-Nord et de Maisons-Alfort-Sud. Dans le cadre du redécoupage cantonal de 2014 en France, la commune constitue désormais le canton de Maisons-Alfort.
Concernant les circonscriptions législatives, les Maisonnais dépendent de la huitième circonscription du Val-de-Marne qui constitue l'une des 12 circonscriptions législatives françaises que compte le département du Val-de-Marne.

### Intercommunalité
Dans le cadre de la mise en œuvre de la volonté gouvernementale de favoriser le développement du centre de l'agglomération parisienne comme pôle mondial est créée, le 1er janvier 2016, la métropole du Grand Paris (MGP), à laquelle la commune a été intégrée.
La loi portant nouvelle organisation territoriale de la République du 7 août 2015 (Loi NOTRe) prévoit également la création le 1er janvier 2016 d'établissements publics territoriaux (EPT), qui regroupent l'ensemble des communes de la métropole à l'exception de Paris, et assurent des fonctions de proximité en matière de politique de la ville, d'équipements culturels, socioculturels, socio-éducatifs et sportifs, d'eau et assainissement, de gestion des déchets ménagers et d'action sociale, et exerçant également les compétences que les communes avaient transférées aux intercommunalités supprimées
La commune fait donc également partie depuis le 1er janvier 2016 de l'établissement public territorial Paris-Est-Marne et Bois créé par un décret du 11 décembre 2015.

### Tendances politiques et résultats
Lors du référendum sur le traité constitutionnel pour l’Europe du 29 mai 2005, les Maisonnais ont majoritairement voté en faveur du texte proposé (51,48 % de Oui contre 48,52 % de Non avec un taux d’abstention de 29,65 % - France entière : Non à 54,67 % - Oui à 45,33 %). Ces chiffres ne sont pas conformes à la tendance nationale, celle-ci se trouvant en opposition.
Lors du premier tour des élections municipales de 2020 dans le Val-de-Marne, la liste d'union de la droite menée par le maire sortant Olivier Capitanio (LR)  — qui avait succédé en 2017 à Michel Herbillon, qui, réélu député, avait du démissionner de son mandat de maire en application de la législation limitant le cumul des mandats en France — remporte le scrutin avec 10 467 voix (74,13 % des suffrages exprimés et 40 sièges), suivie par les listes menées par Cécile Panassac (union de la gauche, 2 367 voix, 16,76 %, 4 sièges) et Thomas Maubert (union du centre, 790 voix,  5,60 %, un siège), l'abstention s'étant élevée à 60,01 %

### Administration municipale
Le conseil municipal de Maisons-Alfort est composé, compte tenu du nombre d'habitants de la commune, de 45 conseillers municipaux, qui élisent en leur sein le maire et ses adjoints.

#### Liste des maires
| Période                                  | Période                      | Identité                               | Étiquette                       | Qualité |
| ---------------------------------------- | ---------------------------- | -------------------------------------- | ------------------------------- | --- |
| Les données manquantes sont à compléter. |                              |                                        |                                 | |
| 1790                                     | 1791                         | Antoine Roger                          |                                 | |
| 1791                                     | 1793                         | François Bernard                       |                                 | |
| 1793                                     |                              | M. Poret                               |                                 | |
| 1793                                     | 1795                         | Edmé Christophe Roger                  |                                 | Fils d'Antoine Roger |
| 1800                                     | 1813                         | Edmé Christophe Roger                  |                                 | Nommé à nouveau maire après la période des municipalités de canton |
| 1813                                     | 1855                         | Claude Laurent Marie Dodun de Kéroman, |                                 | Marquis Ancien officier d’état major, ancien secrétaire d’ambassade Décédé en fonction |
| 1855                                     | 1870                         | Adolphe Véron                          |                                 | Ancien auditeur au Conseil d’État |
| 1871                                     | 1878                         | François Augustin Bourguignon          |                                 | |
| 1878                                     | 1878                         | Jean-Baptiste Faitot                   |                                 | Démissionnaire |
| 1878                                     | 1881                         | Pierre Philippot                       |                                 | Maraîcher à Alfortville Démissionnaire |
| 1881                                     | 1884                         | Isidore Busteau                        |                                 | |
| 1884                                     | 1896                         | Christian Edmond Durst                 |                                 | Négociant |
| 1896                                     | 1901                         | Amédée Chenal,                         | Rad.soc.                        | Patron d'une menuiserie Député de la Seine (1909 → 1914). Conseiller général de la Seine (1900 → 1909) |
| 1901                                     | 1935                         | Léon Champion                          | Rad.                            | Caissier à la Caisse d’épargne de Paris, propriétaire Conseiller général de la Seine (1919 → 1935) |
| 1935                                     | octobre 1939                 | Albert Vassart,                        | PCF                             | Métallurgiste. Conseiller général de la Seine (1935 → 1940) Résistant durant la Seconde Guerre mondiale Suspendu par le Gouvernement Daladier à la suite de la signature du Pacte germano-soviétique |
| octobre 1939                             | 1944                         | Francis Léon Maugé                     |                                 | Fonctionnaire de la préfecture de la Seine Maire de Sèvres (1929 → 1932) Nommé président de la délégation spéciale, puis, en 1941, maire par le Gouvernement de Vichy . |
| 1944                                     | 1944                         | Jean-Marie Marceau                     | PCF                             | Comptable Président du comité local de libération |
| 1944                                     | 1947                         | André Léon Jules Saulnier              | PCF                             | Métreur-vérificateur, résistant FTP |
| 1947                                     | 1949                         | Jean Antoine Justin Maupas             | RPF                             | Carrière dans l'Enregistrement et les Domaines Démissionnaire |
| 10 mai 1949                              | 27 juin 1965                 | Arthur Hévette                         | RPF puis UDT                    | Représentant en vins Décédé en fonction |
| 8 octobre 1965                           | 23 mai 1992                  | René Edmond Nectoux                    | RI puis UDF-PR                  | Contrôleur principal à la SNCF, syndicaliste CFTC Conseiller général de Maisons-Alfort-Sud (1967 → 1989) Conseiller régional[Quand ?] Chevalier de la Légion d’honneur Démissionnaire |
| 23 mai 1992                              | 2 juillet 2017               | Michel Herbillon,                      | UDF-PR puis DL puis UMP puis LR | Cadre supérieur Député du Val-de-Marne (8e circ.) (1997 → ) Conseiller général de Maisons-Alfort-Sud (1989 → 1998) Vice-président de la métropole du Grand Paris (2016 → ) Démissionnaire à la suite de sa réélection comme député. |
| 2 juillet 2017                           | 8 juillet 2021               | Olivier Capitanio                      | LR                              | Cadre, ancien attaché parlementaire de Michel Herbillon Conseiller général de Maisons-Alfort-Nord (2004 → 2015) Conseiller général de Maisons-Alfort (2015 → ) Président de l'EPT Paris-Est-Marne et Bois (2020 → 2021) Devait démissionner à la suite de son élection comme président du conseil départemental du Val-de-Marne; pour le moment il en est toujours le Président . |
| 8 juillet 2021                           | En cours (au 9 juillet 2021) | Mary-France Parrain                    | LR                              | Fonctionnaire retraitée Conseillère générale de Maisons-Alfort-Sud (2011 → 2015) Conseillère départementale de Maisons-Alfort (2015 → ) Conseillère de l'EPT Paris-Est-Marne et Bois |

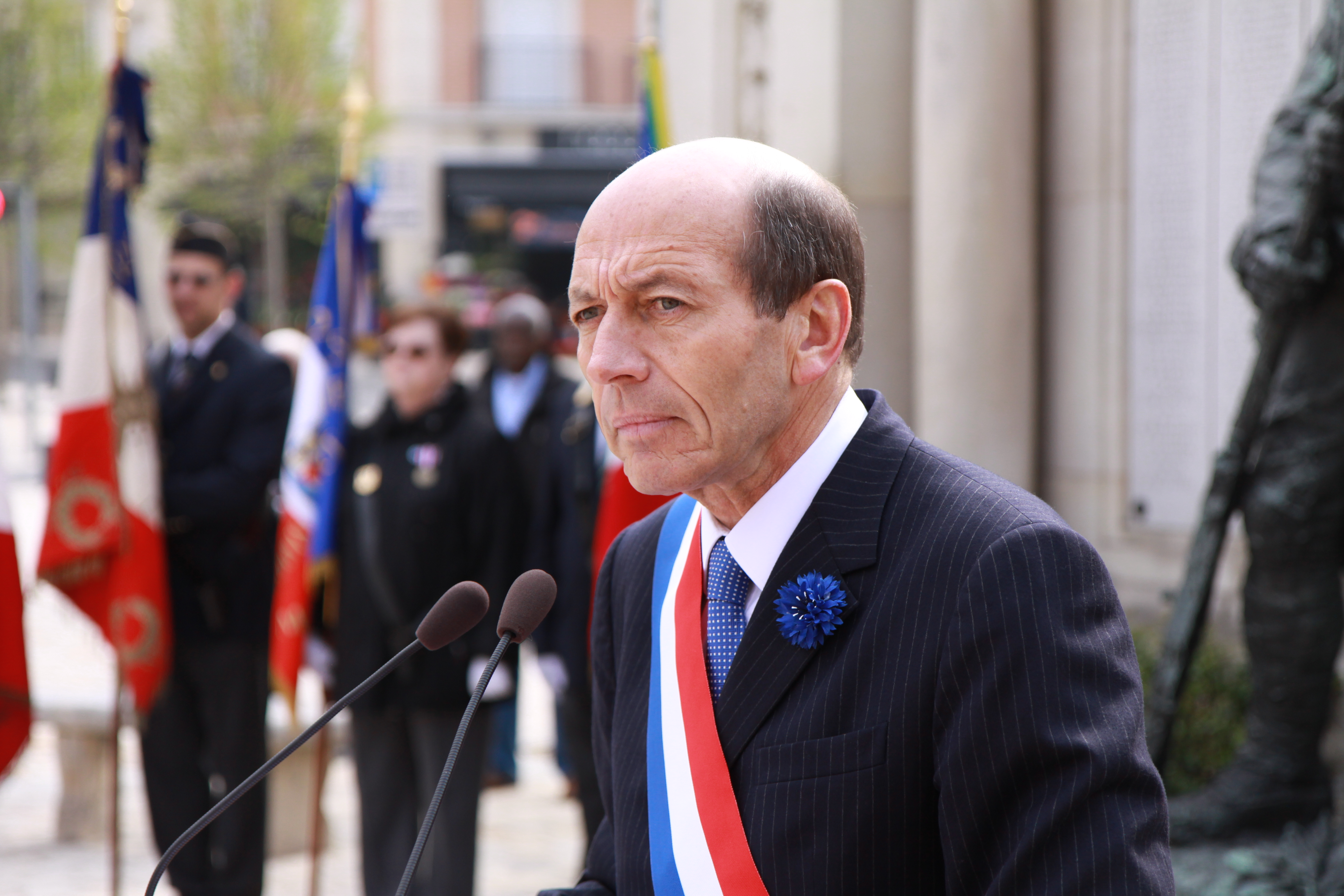
Michel Herbillon, maire de Maisons-Alfort de 1992 à 2017.

Depuis sa rénovation faite début 2013, sont affichés dans la salle de réunion du conseil municipal les noms et les photos (disponibles) de tous les élus municipaux et maires, ainsi que ceux des élus décédés en cours de mandat.

### Jumelages

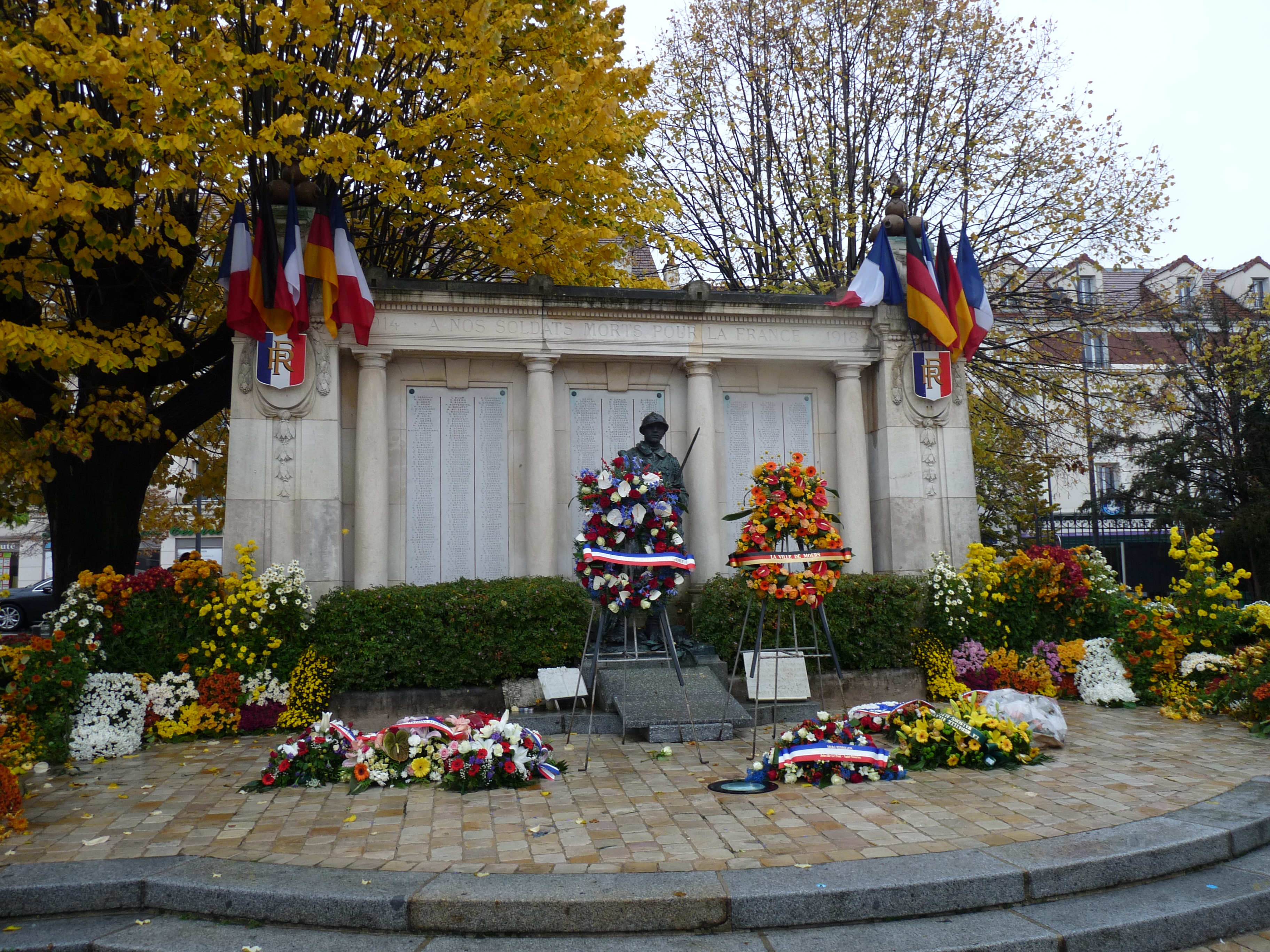
Le monument aux morts de Maisons-Alfort après la cérémonie du 11 novembre 2018, avec les drapeaux français et allemands.

La ville de Maisons-Alfort est jumelée avec une seule ville étrangère :  Moers (Allemagne).
Le serment de jumelage a été signé le 16 avril 1966 par René Nectoux, maire de Maisons-Alfort, et Albin Neuse, bourgmestre de Moers.
En 2016, à l'occasion du cinquantième anniversaire du jumelage, un groupe de Maisons-Alfort se rend à Moers ; le 24 septembre 2016, le serment de jumelage est de nouveau signé par Michel Herbillon (maire de Maisons-Alfort) et Christoph Fleischhauer (de) (maire de Moers) réaffirmant les liens entre les deux communes.
En novembre 2018, pour le centenaire de l'Armistice de la Première Guerre mondiale, un groupe de la ville de Moers a été invité par la ville de Maisons-Alfort. Lors de cette venue, une visite du Palais Bourbon, siège de l'Assemblée nationale, a été organisée[réf. nécessaire] ainsi qu'un dépôt de fleurs à l'Arc de Triomphe, réunissant des élèves du collège Condorcet et leurs correspondants allemands du Grafschafter Gymnasium. Le lendemain, dimanche 11 novembre 2018, une cérémonie a eu lieu au cimetière, puis au monument aux morts où des gerbes de fleurs ont été déposés par les deux villes, donnant l'occasion, fortement symbolique, de voir les drapeaux allemands et français réunis sur le monument aux morts.

## Population et société

### Démographie
L'évolution du nombre d'habitants est connue à travers les recensements de la population effectués dans la commune depuis 1793. Pour les communes de plus de 10 000 habitants les recensements ont lieu chaque année à la suite d'une enquête par sondage auprès d'un échantillon d'adresses représentant 8 % de leurs logements, contrairement aux autres communes qui ont un recensement réel tous les cinq ans,.

En 2022, la commune comptait 57 422 habitants, en évolution de +3,86 % par rapport à 2016 (Val-de-Marne : +3 %, France hors Mayotte : +2,11 %).
| 1793  | 1800 | 1806 | 1821 | 1831  | 1836  | 1841  | 1846  | 1851  |
| ----- | ---- | ---- | ---- | ----- | ----- | ----- | ----- | ----- |
| 1 077 | 807  | 900  | 615  | 1 257 | 1 515 | 1 892 | 1 590 | 1 812 |

| 1856  | 1861  | 1866  | 1872  | 1876  | 1881  | 1886  | 1891  | 1896  |
| ----- | ----- | ----- | ----- | ----- | ----- | ----- | ----- | ----- |
| 2 317 | 3 748 | 4 049 | 5 890 | 7 619 | 9 174 | 7 034 | 7 853 | 9 479 |

| 1901   | 1906   | 1911   | 1921   | 1926   | 1931   | 1936   | 1946   | 1954   |
| ------ | ------ | ------ | ------ | ------ | ------ | ------ | ------ | ------ |
| 10 547 | 13 409 | 16 466 | 20 997 | 25 108 | 31 012 | 34 384 | 36 485 | 40 358 |

| 1962   | 1968   | 1975   | 1982   | 1990   | 1999   | 2006   | 2011   | 2016   |
| ------ | ------ | ------ | ------ | ------ | ------ | ------ | ------ | ------ |
| 51 186 | 53 149 | 54 146 | 51 065 | 53 375 | 51 103 | 53 233 | 53 265 | 55 289 |

| 2021   | 2022   | - | - | - | - | - | - | - |
| ------ | ------ | - | - | - | - | - | - | - |
| 58 068 | 57 422 | - | - | - | - | - | - | - |

### Enseignement
Écoles Maternelles
- Écoles publiques Paul-Bert, Saint-Exupéry, Raspail, Les Planètes (créée en 1959, elle a fêté son cinquantenaire en juin 2009), Parmentier, George-Sand, Édouard-Herriot, Georges-Pompidou, Alphonse-Daudet, Hector-Berlioz, Charles-Péguy
- Groupes scolaires Jules-Ferry et Condorcet

Écoles Primaires
- Écoles publiques Georges-Pompidou, Victor-Hugo, Parmentier, Raspail, Saint-Exupéry, Édouard-Herriot, Charles-Peguy, Les Planètes
- École publique Louis-Pasteur
- École privée Notre-Dame
- École privée Sainte-Thérèse
- Groupes scolaires Jules-Ferry et Condorcet
- École privée Saint-François
- Groupe scolaire Paul-Bert

Collèges
- Collèges publics Nicolas-de-Staël et Édouard-Herriot
- Collège privé Sainte-Thérèse
- Groupes scolaires Jules-Ferry et Condorcet

Lycées
- Lycée général public Eugène-Delacroix
- Lycée professionnel public Paul-Bert

Établissement d'enseignement supérieur
- École nationale vétérinaire d'Alfort

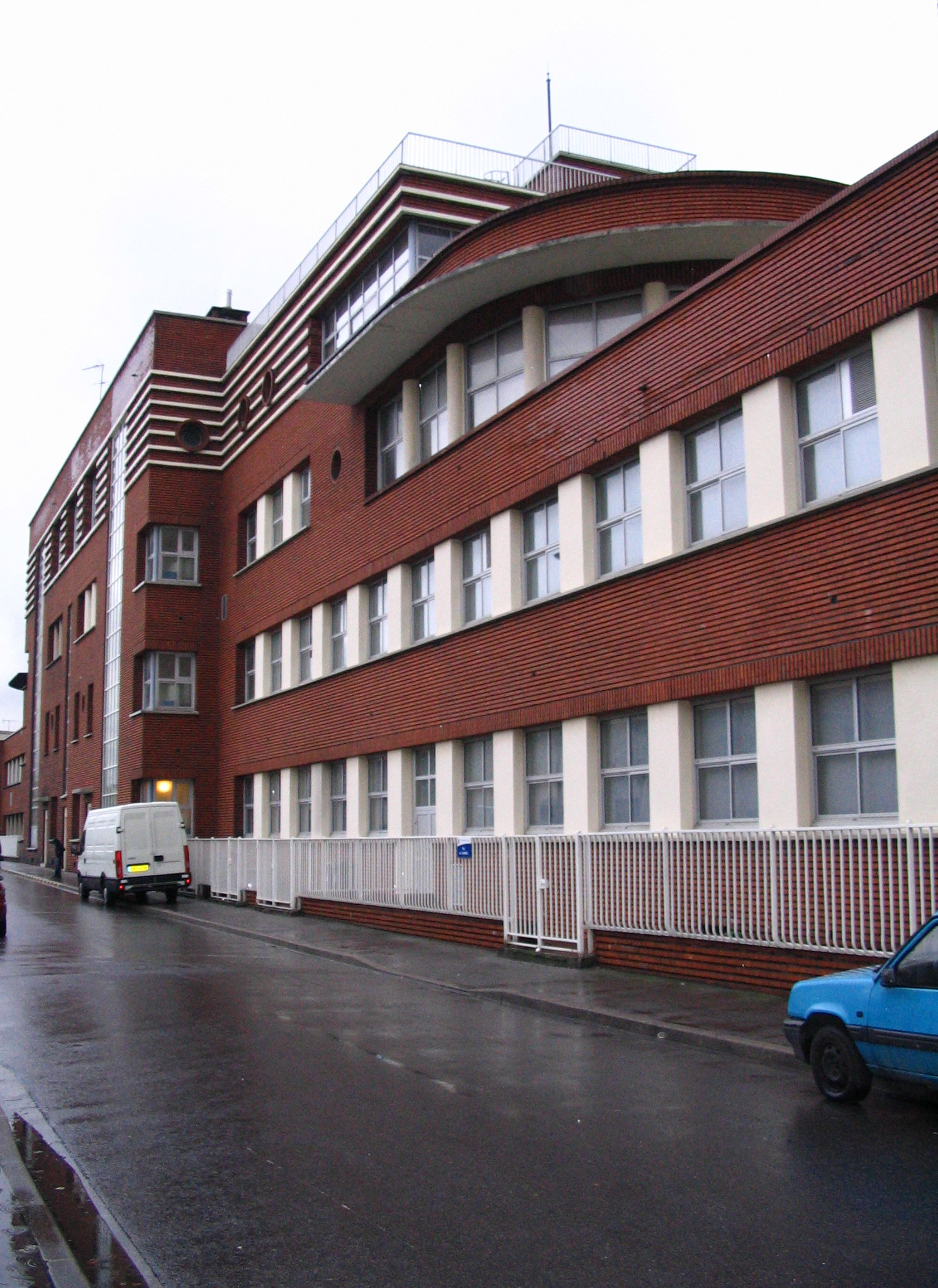
Façade arrière du groupe scolaire Jules-Ferry.
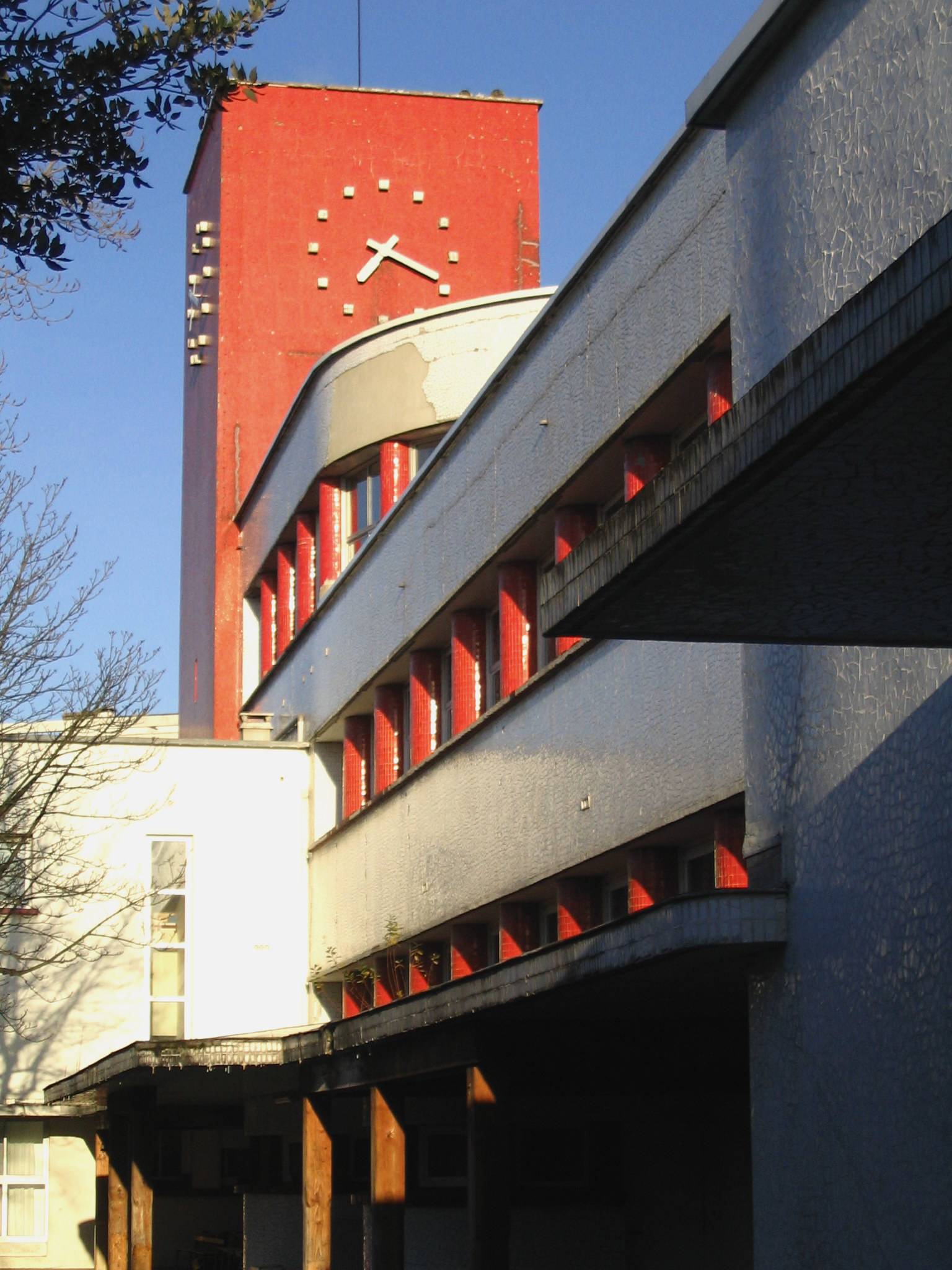
Groupe scolaire Condorcet.
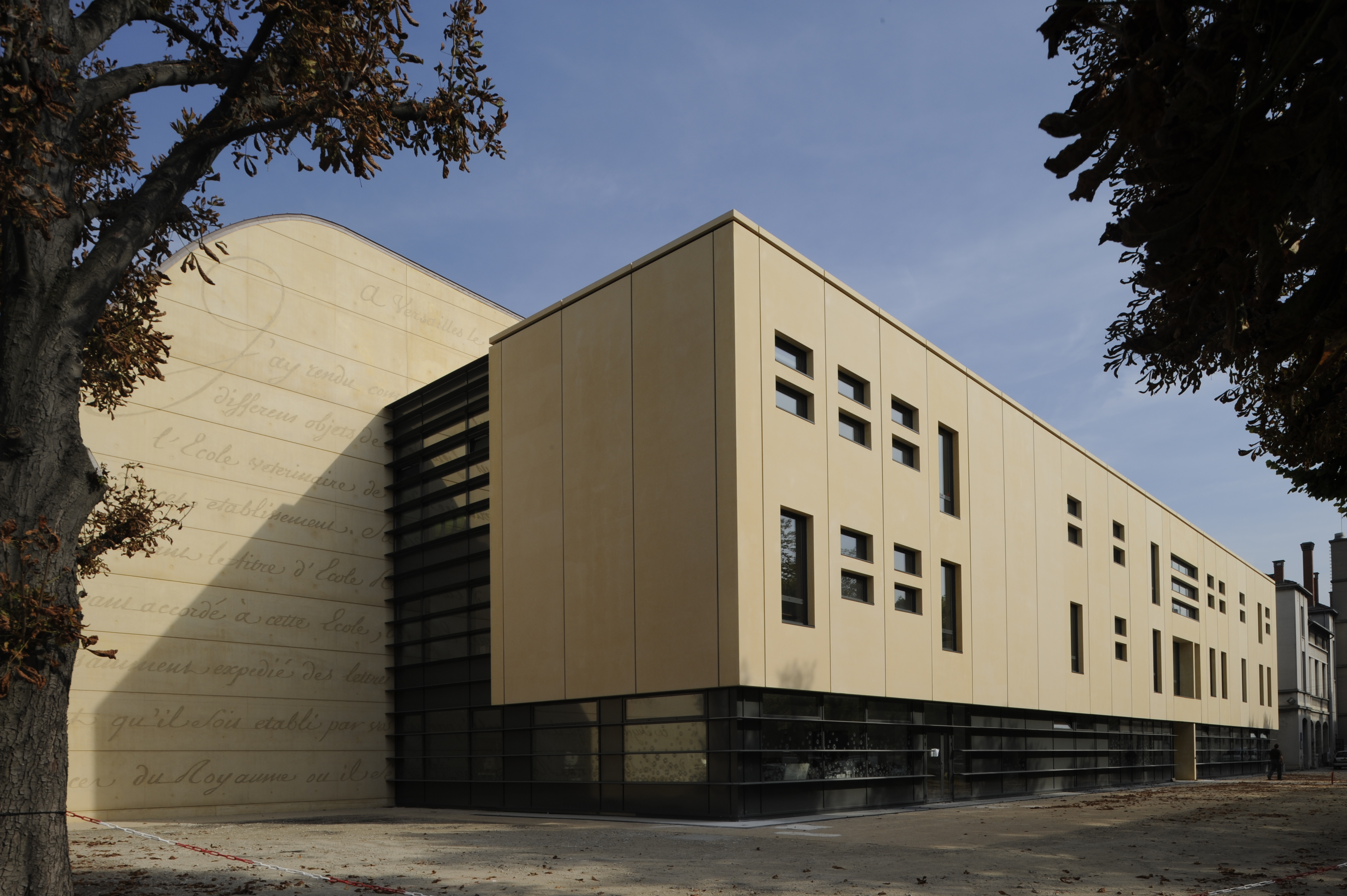
Centre hospitalier universitaire vétérinaire d'Alfort.

### Culture

#### Théâtres
Le théâtre Claude-Debussy se trouve place de la mairie et dans le quartier de Charentonneau se trouve le NECC (Nouvel Espace Culturel Charentonneau) qui propose des pièces de théâtre et de documentaires.

#### Cinéma
Maisons-Alfort compta trois cinémas :
- Le Rio situé au coin de la départemental D 19 et de la rue Marc-Sangnier qui a fermé au début des années 1970 ;
- Le Pompadour situé à l'angle de l'avenue de la République et de la rue Jean-Jaurès, face à la mairie. Il a fermé à la fin des années 1980.
- Le Club 123, qui devient l'Espace Panorama,  situé face à la gare SNCF et qui a fermé au début des années 90.

Deux fois par an (en mai et novembre), le nouvel espace culturel Charentonneau (NECC) propose un festival de films sur un thème donné.
À la mi-mars 2016, le théâtre Debussy acquiert un nouvel équipement spécialisé de projection. À l'occasion de l'inauguration de cet équipement par Michel Herbillon, est mis en place un nouveau cycle de projections cinématographiques sur un rythme de deux films différents récents en quatre séances hebdomadaires, redonnant ainsi un cinéma à Maisons-Alfort.

#### Médiathèques
En 2020, Maisons-Alfort possède une médiathèque, deux bibliothèques et un bibliobus:
- dans le quartiers de Juilliottes, la médiathèque André Malraux, propose des livres, CD, DVD, des activités pour les adultes, les enfants et les adolescents. Ouverte en 1976, c'est la plus grande de la commune[82].
- dans le quartier du Centre, la bibliothèque du Centre, récemment rénovée[83], propose des livres et des CD, des activités pour les adultes et les enfants.
- dans le quartier Charentonneau, la bibliothèque René Coty propose des livres et des CD, des activités pour les adultes et les enfants.

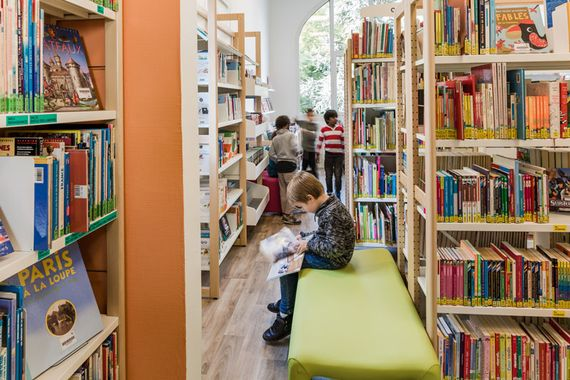
Bibliothèque du Centre.

Enfin le bibliobus dessert depuis 1982, les quartiers les plus éloignés des bibliothèques: les Planètes, Vert-de-Maisons etc. par des arrêts réguliers et des lectures dans les écoles.

### Sports

#### Principaux clubs
- Le RCMASM : Le Rugby Charenton Maisons-Alfort Saint-Maurice, est le club de rugby de l'intercommunale, il va du niveau enfant avec une école de Rugby aux séniors avec une équipe en régionale 3.
- La JAMA : La JAMA (Jeanne d'Arc Maisons-Alfort) est une association sportive et culturelle créée en 1913. Elle abrite actuellement les sections suivantes : pétanque, volley-ball et badminton. Au cours de son histoire elle a encadré d'autres activités : football, basket, colonies (puis « centres ») de vacances, gymnastique, troupe théâtrale, danses folkloriques, judo, rugby, boxe française. La section football a été fusionnée en 1992 avec celle de l'ASA (Association sportive amicale) pour former le FCMA (Football Club de Maisons-Alfort), tandis que la section judo a pris son autonomie en devenant le JCMA (Judo Club de Maisons-Alfort).
- L'ASA (Association Sportive Amicale) abrite les sections suivantes : athlétisme, boules lyonnaises, cyclotourisme, gymnastique, handball, karaté, self défense, pétanque (« Les Joyeux Pétanqueurs »), plongée, volley-ball. Sa section d'escrime a fusionné avec La Française SA en 1977. La section d'athlétisme organise tous les ans depuis 2009, une course intitulée La Maisonnaise qui comprend un parcours en boucle de 5 km le long des berges de la Marne et à travers la commune. Selon leur catégorie, les participants font un ou deux tours (5 ou 10 km). L'arrivée se déroule au stade Delaune.
- Judo : Le JCMA (Judo Club de Maisons-Alfort) est un des clubs de judo les plus réputés au niveau français et même européen.
Quatre médaillés olympiques ont été licenciés au JCMA : David Douillet, Patrick Vial, Christine Cicot et Christophe Gagliano[84].
Le 16 octobre 1976, le JCMA remporte la Coupe d'Europe des Clubs Champions, c'est alors la première fois qu'un club français remporte une compétition européenne sénior de clubs champions, tous sports confondus.
Le JCMA abrite également une section qui permet la pratique du kendo, du naginatajutsu et du chanbara.
- Escrime : Le club d'escrime de Maisons-Alfort, l'ASALF résulte de la fusion en 1977 de deux entités : la section escrime de l'ASA (Association Sportive Amicale) et La Française AC du célèbre maître Augustin Parent[85].
Augustin Parent avait aménagé une piste d'escrime dans le grenier de son pavillon, rue de Mars à Maisons-Alfort (quartier des Planètes). Il a formé plusieurs grands champions d'escrime dont Jean-François Lamour et Hervé Granger-Veyron.
- Natation : Le CNMA (Club de Natation de Maisons-Alfort)[86] a accueilli plusieurs champions en son sein, notamment Guylaine Berger, première nageuse française à descendre sous la minute sur le 100 mètres nage libre en compétition officielle et Vincent Rupp, Champion d'Europe Handisport 2006 sur 100 mètres brasse. L'actrice française Cyrielle Clair a également été licenciée au CNMA dans les années 1980.
- Football : Le club de football du FCMA est issu de la fusion ds ex-JAMA et ex-ASA.
- Rugby : Le club de rugby local porte le nom de « RCMASM Rugby Charenton Maisons-Alfort Saint Maurice ».
- Basket-ball : Le club de basket-ball maisonnais porte le nom d'ASLMA (Association Sportive Liberté Maisons-Alfort).
- Équitation : Le club équestre de Maisons-Alfort qui se trouve dans l'école vétérinaire porte le nom de SHEVA (Société Hippique de l'École Vétérinaire d'Alfort). Le club est désormais fermé.

#### Équipements sportifs

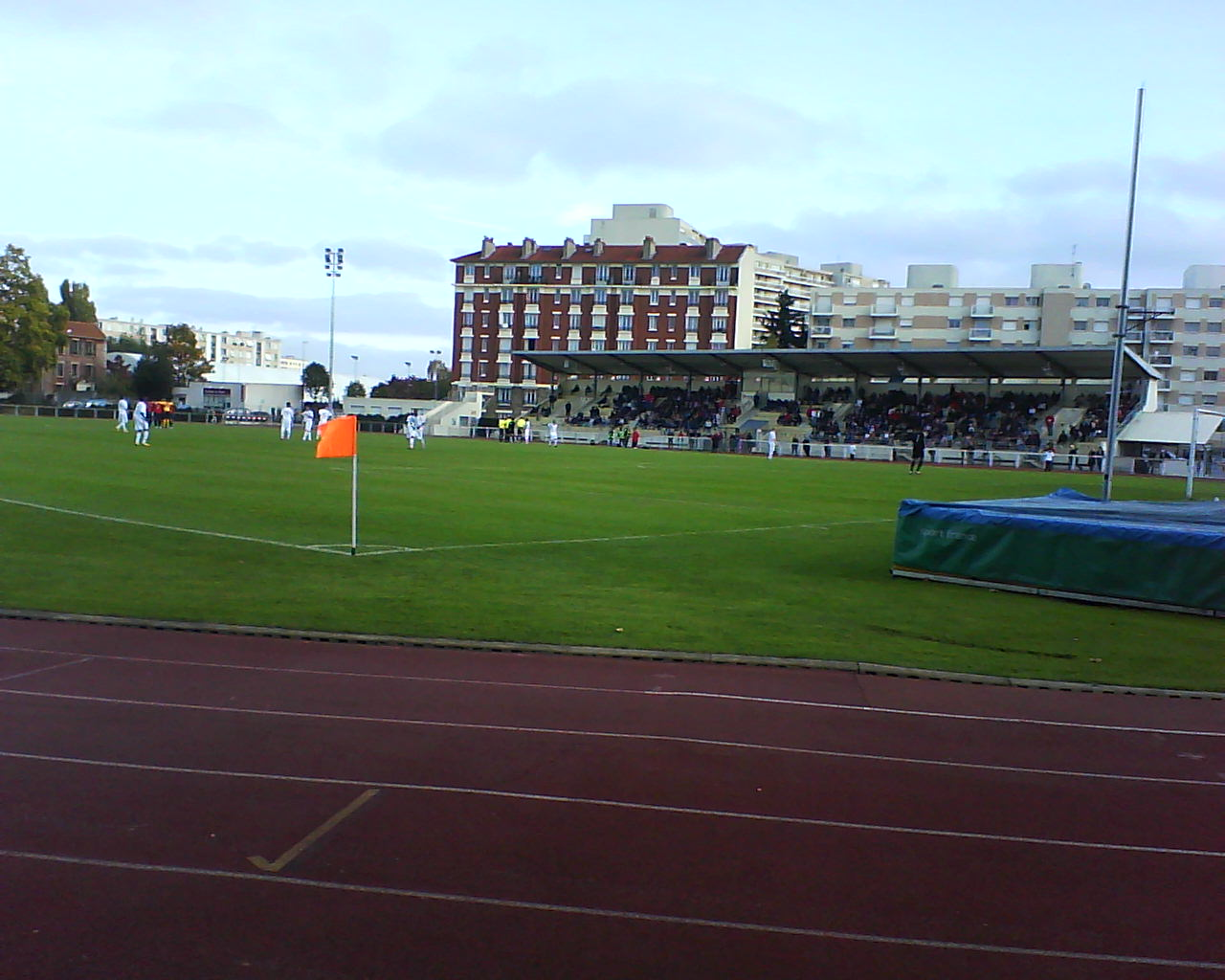
Le stade Auguste-Delaune.

- Gymnases
  - Gymnase Charles-Péguy
  - Gymnase Des Julliottes (Refait)
  - Gymnase Saint-Exupéry
  - Ensemble sportif Pompidou
  - Palais des Sports
- Stades
  - Stade Auguste-Delaune
  - Stade de Charentonneau
  - Stade des Julliottes
  - Stade Cubizolles
  - Stade Hébert
- Centre Aquatique
  - Centre Aquatique ARTHUR-HÉVETTE

## Économie

### Revenus de la population et fiscalité
En 2010, le revenu fiscal médian par ménage était de 33 495 € ce qui plaçait Maisons-Alfort au 8 488e rang parmi les 31 525 communes de plus de 39 ménages en métropole.

### Emploi
La commune dispose de structures pour aider les chercheurs d'emploi dans leurs démarches et leur parcours professionnel ainsi que pour l'orientation.
Un Bureau Information Jeunesse (BIJ) y est présent. Celui-ci propose notamment une bourse de mobilité à destination des jeunes Maisonnais effectuant un stage à l'étranger .
Une mission locale offre, quant à elle, de nombreux services aux entreprises locales, guide les projets professionnels, organise des forums et des évènements autour de nombreuses thématiques comme l'emploi, des droits sociaux…
La mission locale comprend une Permanence de la Caisse primaire d'assurance maladie (CPAM), une Permanence Juridique du CIFF (Centre Information Féminin et Familial) ainsi qu'une Permanence du centre d'accueil et d'écoute.

### Industries et entreprises notables
- Sanofi, autrefois Specia
- Les imprimeries Cino del Duca (quartier Liberté-Vert-de-Maisons, la friche a été transformée en parc en 2005).
- Biscuiterie l'Alsacienne de 1910 à 1978[Note 8]
- Pâtes La Lune (fusion avec Panzani au début des années soixante, n'existe plus aujourd'hui)
- Bio Springer (Lesaffre, Fould Springer), fabrication de levures
- L'usine de la Suze, lieu de création de l'apéritif Suze,
- L'Agence nationale de sécurité sanitaire de l'alimentation, de l'environnement et du travail, créée le 1er juillet 2010, par la fusion de l'Agence française de sécurité sanitaire des aliments (Afssa) et de l'Agence française de sécurité sanitaire de l'environnement et du travail (Afsset)
- Site de développement CleveXel Pharma. Ce site, créé en 1957, était initialement le centre de R&D des Laboratoires Lafon, puis il a été intégré en 2001 au groupe Cephalon, avant d'être acquis en 2011 par Teva Laboratoires, filiale du groupe israélien Teva Pharmaceutical. CleveXel Pharma, jeune entreprise spécialisée dans les biotechnologies créée en 2012, a racheté ce site fin 2013.
- Le laboratoire central d'hydraulique de France, spécialisé dans l'étude et la modélisation des ports (influence de la houle, dépôts de sédiments…)
- Le siège de Agence nationale des fréquences (A.N.F.R)
- Le siège de la Banque publique d'investissement (BPI France), situé dans le quartier de l'école vétérinaire.

## Culture locale et patrimoine

### Lieux et monuments

#### Principaux monuments et bâtiments remarquables
- Le Fort de Charenton, un temps occupé par différentes unités de l'armée était le siège du commandement des écoles de la Gendarmerie Nationale jusqu'au début des années 2000. Construit entre 1841 et 1845, il abrite depuis 2012 le siège régional de la gendarmerie d'Île de France après avoir accueilli plusieurs services de la direction de la gendarmerie nationale et de la Force de Gendarmerie Mobile et d'Intervention.
- Le Centre des hautes études du ministère de l'Intérieur (CHEMI) y est implanté dans le fort depuis 2010.

- L'École nationale vétérinaire d'Alfort : créée sous le règne de Louis XV. Sa renommée est internationale.
- Le musée Fragonard de l'École vétérinaire[88] : Au sein de l'École vétérinaire, ce musée unique au monde est ouvert au grand public depuis 1994. Il présente des collections d'écorchés, de squelettes et d'anatomie animale et humaine. Attention certaines pièces peuvent impressionner les jeunes enfants.
- Le Moulin brûlé, sur l'île de Charentonneau en bord de Marne, qui est aujourd'hui une salle où ont lieu diverses réceptions, concerts…
- Les vestiges de l’Orangerie de Château Gaillard situés sur les bords de Marne, dans le quartier de Charentonneau, en face du Moulin Brûlé. L’ancien château s’élevait à cet endroit jusque dans les années 1950.
- Les groupes scolaires Jules-Ferry et Condorcet ont obtenu une inscription à l’Inventaire supplémentaire des Monuments Historiques en 1994 et 2002 pour l'originalité de leur architecture des années 1930 :
- Jules ferry : façade en briques rouges, sculpture en bas-relief à l'entrée illustrant les contes de Perrault par Paulo, peintures d'Émile Beaume.
- façade en briques rouges, statue représentant le Petit Chaperon rouge au milieu.
- La cité d'habitations à bon marché du square Dufourmantelle, dit square Dufourmantelle[89], conçeu par les architectes André Dubreuil et Roger Hummel, qui ont également réalisé le groupe scolaire Jules-Ferry ; 
 Elle est construite dans les années 1930 à l'initiative de l'Office départemental d'habitations à bon marché de la Seine (HBM). À l'époque où les familles vivaient dans une pièce unique, les 560 logements du square bénéficiaient d'une salle d'eau et d'une cuisine séparées de la pièce de vie)[90]. 
Il est inscrit à l'inventaire supplémentaire des Monuments historiques depuis le 29 mars 2007[91].

- Bains-douches, ce bâtiment, situé dans le quartier du centre et dessiné par l'architecte François Morice[92], a été construit vers le milieu du XXe siècle, il abrite aujourd'hui le centre socio-culturel de la Croix des Ouches.
- Passerelle de l'écluse de Saint-Maurice au-dessus de la Marne, conçue par l'architecte Marc Mimram dont le gros-œuvre a été réalisé par Demathieu Bard et la structure métallique par l'entreprise D.M.I[93].
- Au XIXe siècle, le baron autrichien Max von Springer possédait une distillerie sur un terrain situé au centre de la ville. Il rapporta de Vienne l'idée d'extraire la levure des moûts de fermentation des grains. En 1872, le baron construit la première fabrique française de levure de grains. L'usine de quinze hectares existe toujours. La société Fould-Springer est devenue Bio-Springer, filiale du groupe Lesaffre depuis 1972[94].
Les odeurs caractéristiques dégagées par les fabrications de l'usine associés à ceux de l'usine l'Alsacienne ont marqué pendant longtemps plusieurs quartiers comme Charentonneau, Berlioz, Les Juillottes, le Centre et le Vert de Maison, en fonction de la direction des vents[95].

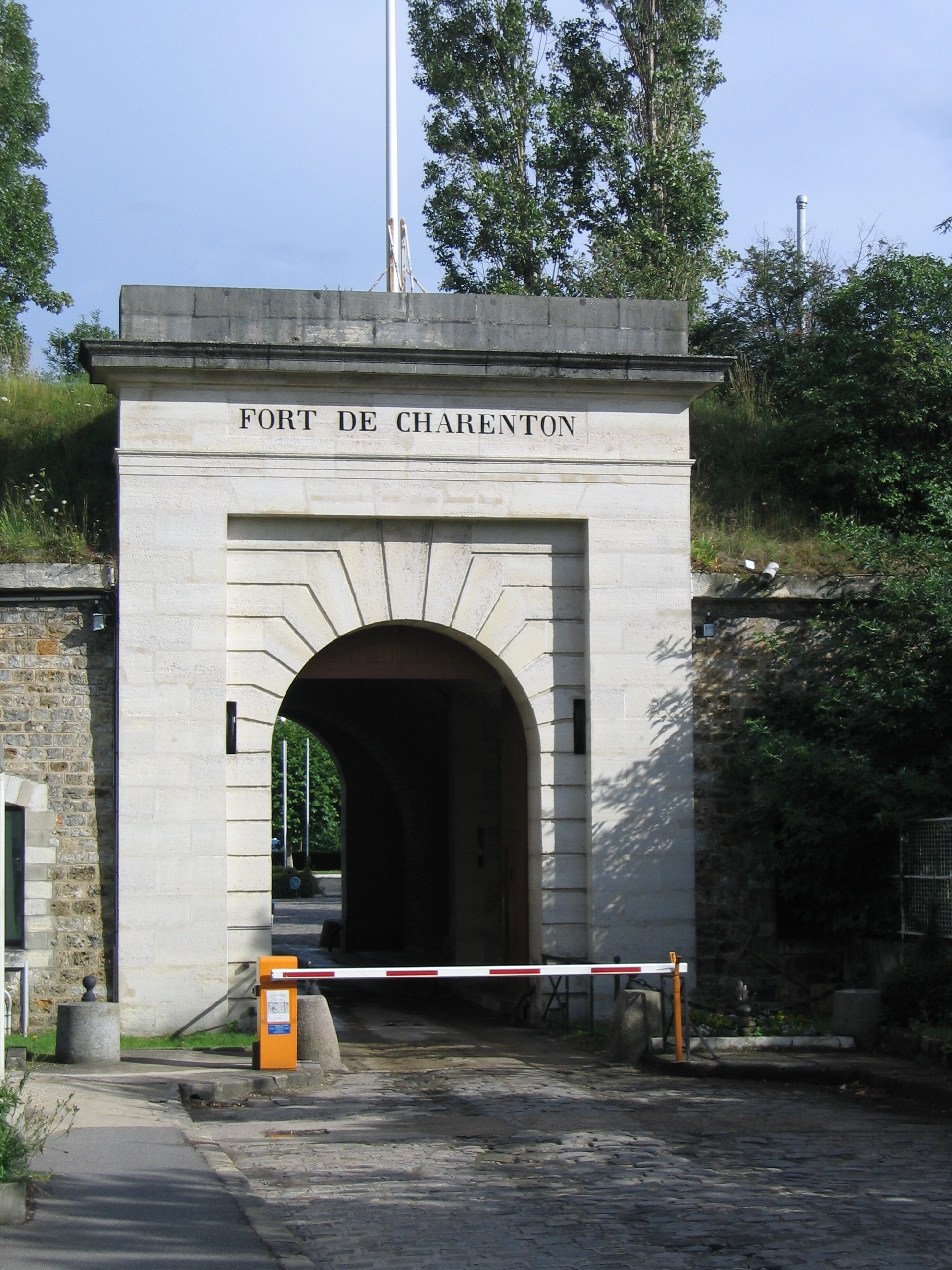
Entrée du Fort de Charenton.
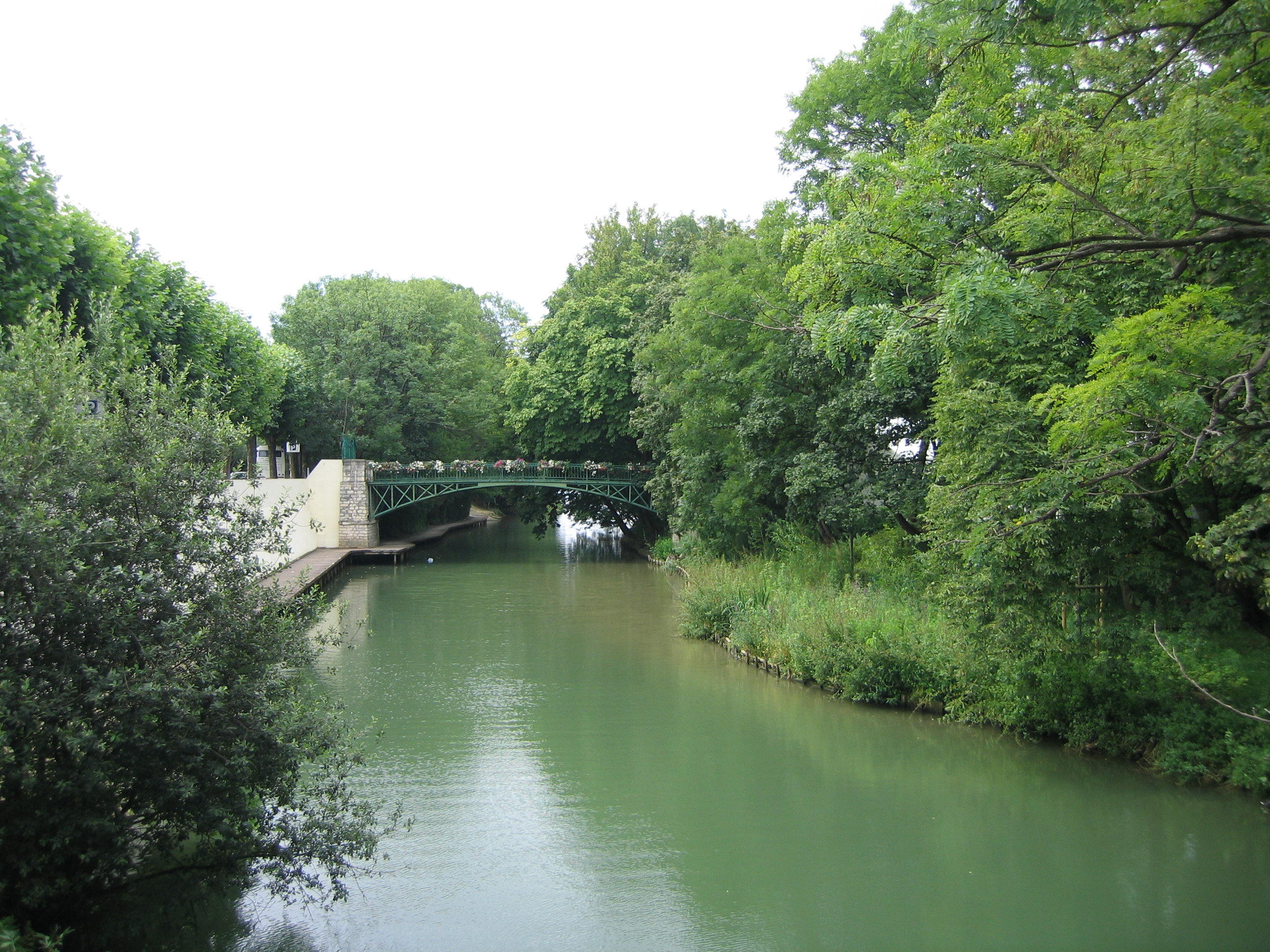
La Marne et l'île de Charentonneau (à droite).
Mur d'eau salle du Moulin brûlé.

#### Monuments religieux
Liste non exhaustive des principaux monuments religieux de la ville :
- L’église Saint-Rémi du XIIe siècle est le plus ancien édifice de la ville. C’est l’une des rares églises d’Ile-de-France à avoir conservé son clocher roman en pierre. En 1793, elle servit de « Temple de l'Être Suprême », culte institué par Robespierre. Elle abrite un orgue daté de 1779. Des travaux de rénovation ont été entrepris au début des années 2000.
- Église Notre-Dame-du-Sacré-Cœur : située dans le quartier de Charentonneau, elle fut construite de mai 1908 à juillet 1909 par l'architecte Jacquemin.
- L’église Sainte-Agnès[96] fut construite entre 1931 et 1933 dans le quartier d’Alfort par l'architecte Marc Brillaud de Laujardière. Sa construction fut possible notamment grâce à un don de Fernand Moureaux, créateur de l'apéritif « Suze » et chef d'entreprise. Elle fut consacrée le 11 juin 1933 par le cardinal Verdier. À l'extérieur la statue de sainte Agnès sculptée par Gabriel Rispal accueille les fidèles, à l'intérieur les vitraux et le chemin de croix sont de Max Ingrand, son épouse Paule a peint les peintures murales du plafond du chœur. L'autel en fer forgé est de Richard Georges Desvallières. Elle est classée monument historique depuis le 21 décembre 1984. Contrairement à la plupart des autres églises, celle-ci ne dispose pas d'un parvis. Elle est intégrée dans son environnement en étant enserrée d'autres immeubles.
- Chapelle Saint-Léon : construite par l'architecte Henri Vidal d'avril à octobre 1936 en raison de la construction d'habitations à bon marché au Vert de Maisons et du groupe scolaire Jules-Ferry. L'une des cloches rapportée du diocèse d'Alger à la suite de la guerre d'Algérie fut fondue en 1860 par la maison Pierron d'Avignon.
- Chapelle Saint-Gabriel, située à l'angle de la rue de Lorraine et de la rue du 8-Mai-1945[97].

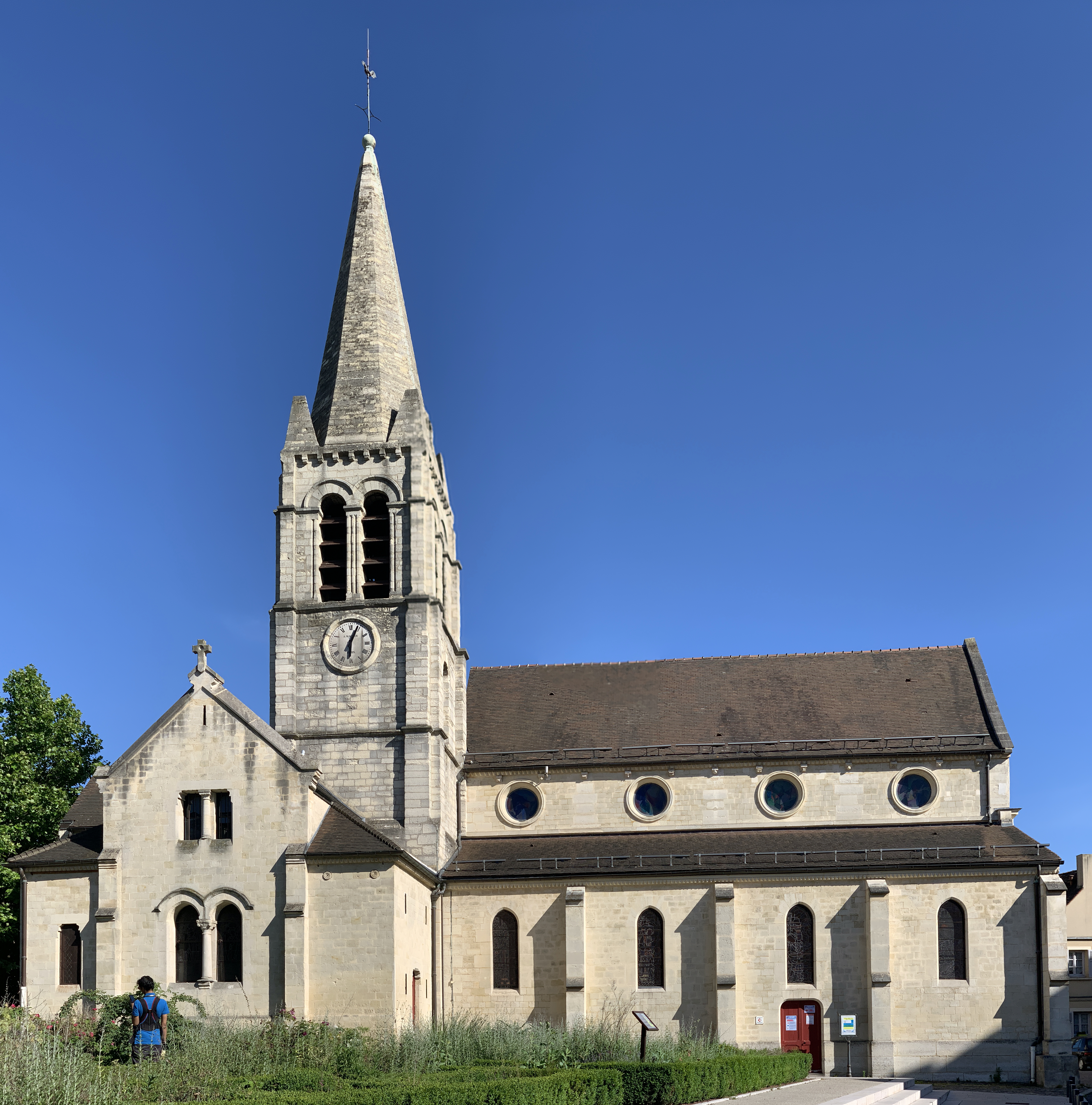
L'église Saint-Rémi.
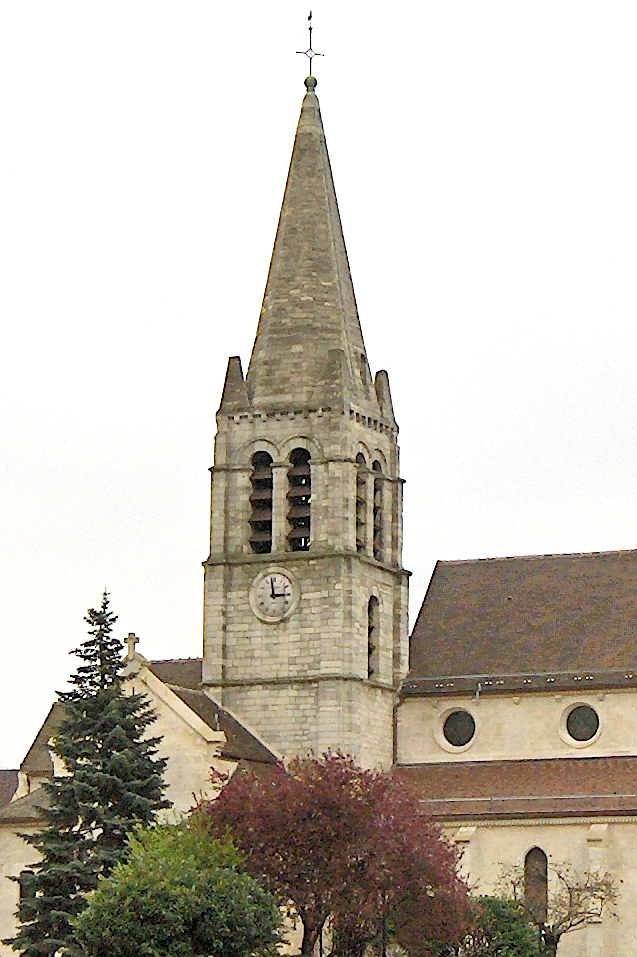
Clocher de l'église Saint-Rémi.
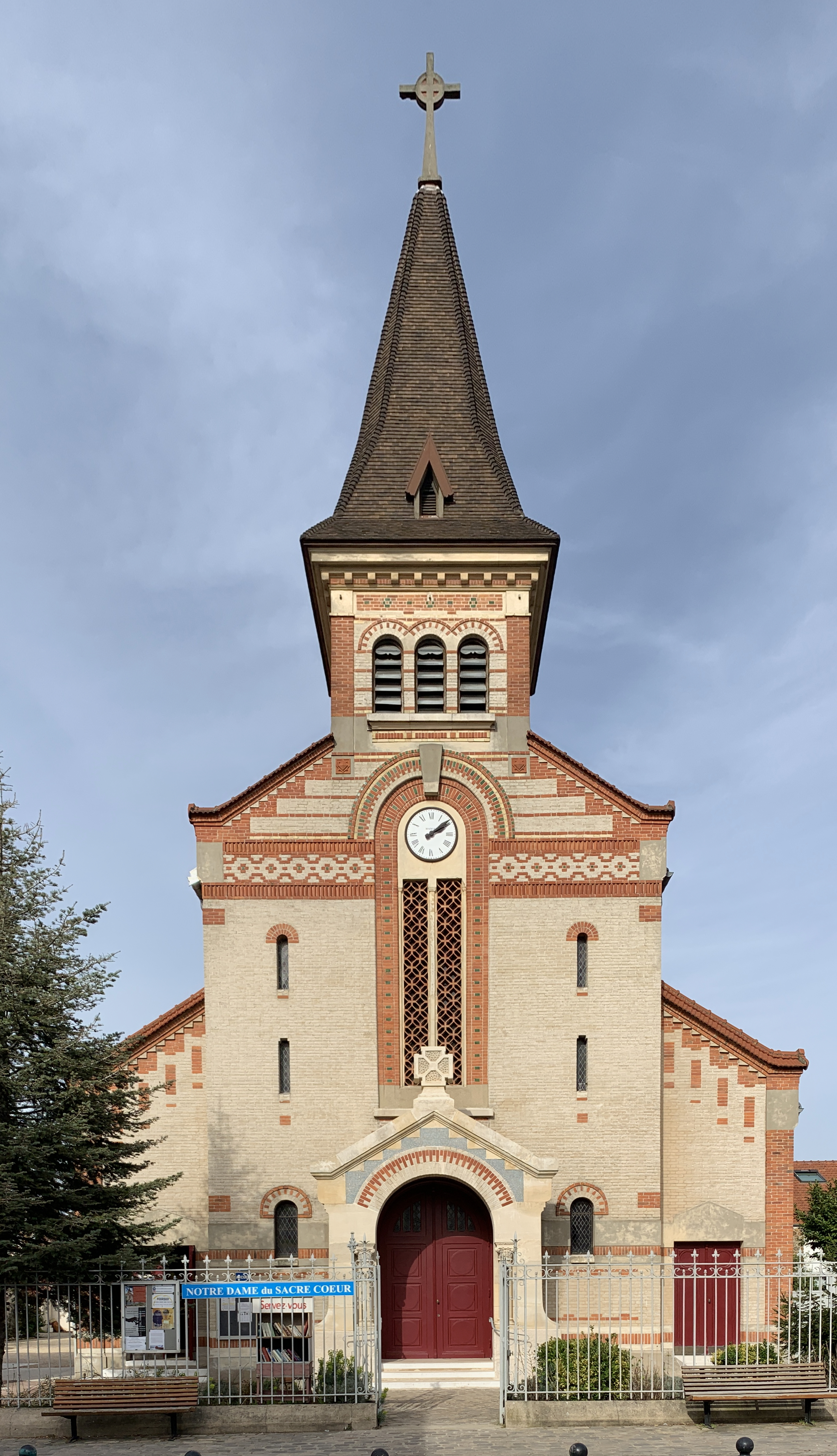
Façade de Notre-Dame-du-Sacré-Cœur.
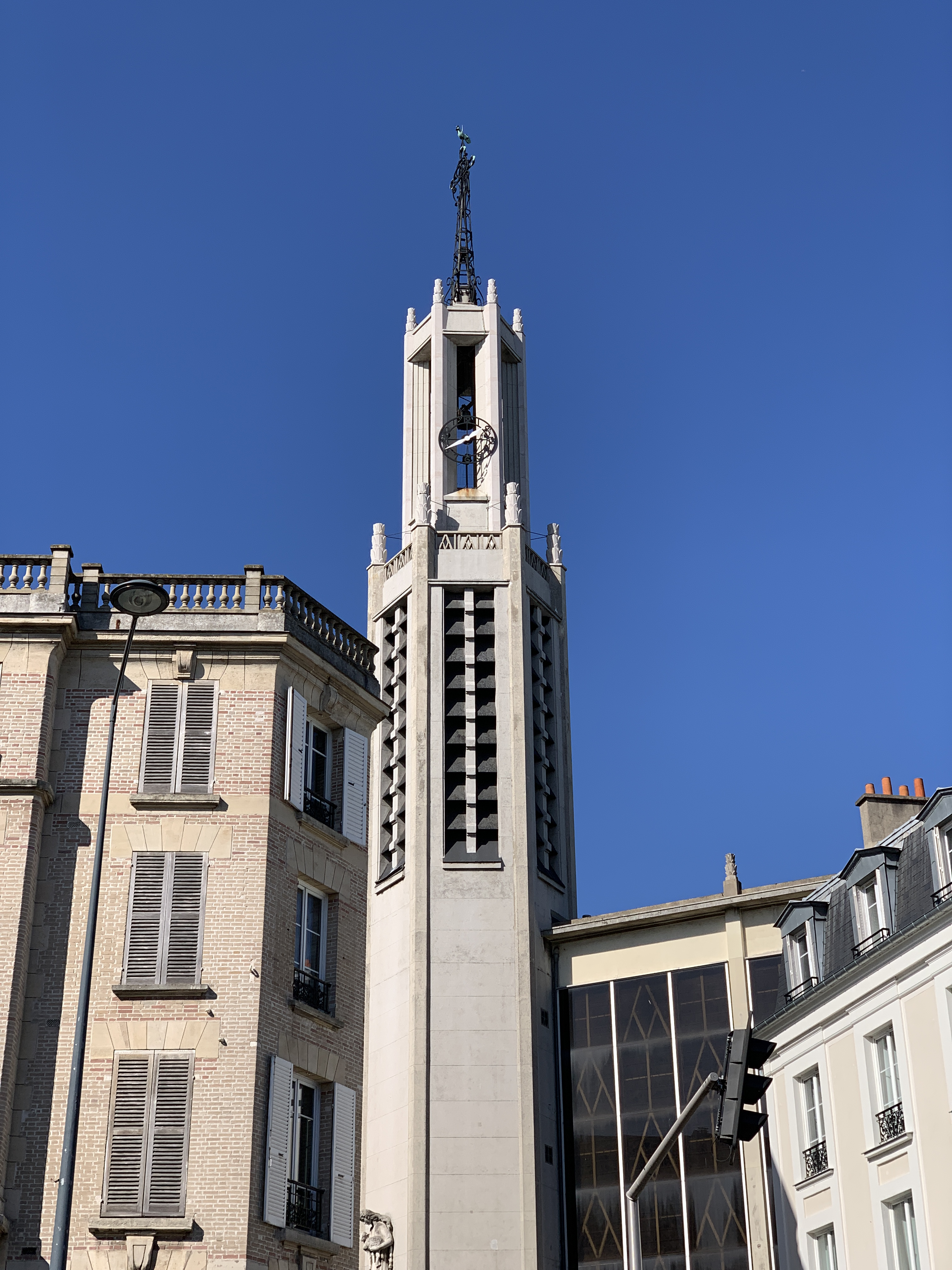
Clocher de l'église Sainte-Agnès vu depuis l'avenue du Général Leclerc.

#### Espaces verts

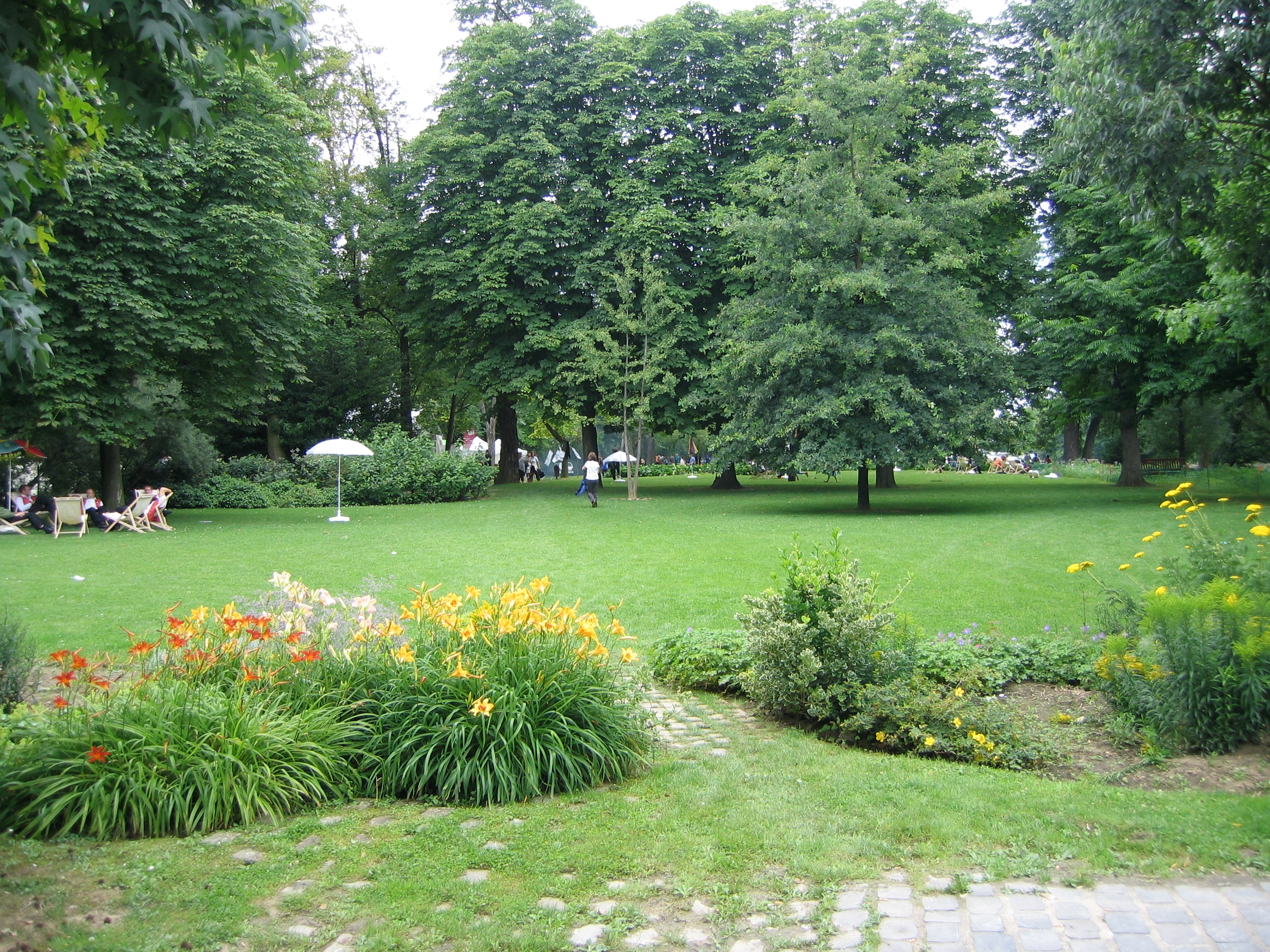
Le parc du Moulin Brûlé sur l'Ile de Charentonneau.

La ville de Maisons-Alfort bénéficie d'environ 34 hectares d’espaces verts ouverts au public. Une promenade piétonnière est aménagée en bord de Marne sur une longueur de 4 km dont certaines parties sont constituées de passerelles au-dessus de la rivière. Ces espaces verts ont permis à la ville de bénéficier du label Ville fleurie : quatre fleurs Grand Prix attribué en 2006 par le Conseil National des Villes et Villages Fleuris de France au Concours des villes et villages fleuris.
Les bords de Marne constituent depuis longtemps un lieu de promenade renommé, c'était notamment le cas à la fin du XIXe siècle et durant la première moitié du XXe, où les fameuses guinguettes, attractions incontournables à l'époque, attiraient de nombreux badauds. Les Maisonnais aiment bien maintenir le souvenir de ces lieux de réjouissances.
La rue Condorcet (située entre la rue Marc-Sangnier et le bord de Marne) est bordée de cerisiers dont la floraison à mi-avril offre un beau spectacle.

### Maisons-Alfort dans les arts et la culture
Plusieurs scènes de films ont été tournées à Maisons-Alfort :
- En 1947, Claude Autant-Lara tourne des scènes de son film Le Diable au corps au Moulin brûlé et près de l'Orangerie à Charentonneau.
- En 1955, Gilles Grangier tourna avenue du Général-de-Gaulle une très courte scène du film Gas-Oil, avec Jean Gabin et Jeanne Moreau ;
- En 1958, Gilles Grangier a tourné à Maisons-Alfort un second film, Archimède le clochard, toujours avec Gabin. Le film comprend plusieurs scènes où l'on peut voir divers grands ensembles de logements alors en construction ;
- En 2004, des scènes en extérieur d'un épisode de la série Julie Lescaut, Le Mauvais fils (Treizième saison), ont été tournées dans le quartier des Planètes[99].
- En 2000, une scène du film Baise-moi de Virginie Despente est tournée à la gare de Maisons-Alfort Alfortville.
- « Allée 8, numéro 30 au cimetière de Maisons-Alfort » est une réplique culte du film de 1990 Nikita, réalisé par Luc Besson.

Plusieurs chansons évoquent Maisons-Alfort :
- La chanson Bouge De Là du chanteur MC Solaar (dans l'album Qui sème le vent récolte le tempo) évoque Maisons-Alfort dans son premier vers : Tout a commencé là-bas, dans la ville qu'on appelle Maisons-Alfort.
- La chanson Bienvenue à Bord du groupe Soldat Louis fait également référence à la ville dans son refrain : Bienvenue à bord à tous les marmots / D'Maisons-Alfort à Puteaux.
- la chanson « 94 » de Rohff, fait référence à Maisons - Alfort: « c’est pas net au planètes Maisons - Alfortville »

### Personnalités liées à la commune
- Tariq Abdul-Wahad, pseudonyme d'Olivier Saint-Jean, basketteur, né en 1974 à Maisons-Alfort.
- Marcel Balsa, pilote automobile, mort en 1984 à Maisons-Alfort.
- Big Ali, rappeur américain, possède un appartement à Maisons-Alfort.
- Buffalo Bill, figure mythique de la conquête de l'Ouest, a résidé à Maisons-Alfort en 1905 pendant deux mois, durant la tournée à Paris de son spectacle le Buffalo Bill’s Wild West Show.
- Jean-Louis Borg, entraîneur de basket, né en 1964 à Maisons-Alfort.
- Pierre Buraglio (né en 1939), artiste peintre, vit et travaille à Maisons-Alfort.
- Alice Dona (née en 1946 à Maisons-Alfort), chanteuse et compositrice.
- David Douillet, licencié au club de judo de la ville.
- Fabrice Éboué, humoriste, né en 1977 à Maisons-Alfort.
- René Gabriel, décorateur spécialisé dans le meuble de série, né le 14 septembre 1899 à Maisons-Alfort, mort le 30 octobre 1950 à Paris.
- L'acteur Daniel Jégou (1950-1988) ainsi que son ami l'écrivain Jacky Pop (1949-2007, de son vrai nom Jacky Paupe) ont vécu à Maisons-Alfort dans le quartier de Charentonneau.
- Marc Jolivet et Pierre Jolivet habitaient dans les années 1960 la résidence de Château Gaillard à Charentonneau (dans les caves de laquelle ils avaient fondé un club, le « Thélème »).
- Jul (nom de plume de Julien Berjeaut), né en 1974 à Maisons-Alfort, dessinateur de presse et auteur de bande dessinée français.
- Jean Laurent (1906-1995), international français de football né le 30 décembre 1906 à Maisons-Alfort.
- Christian Marin  a vécu à la résidence de Château Gaillard, quartier de Charentonneau, dans les années 1960.
- MC Solaar, rappeur français, a vécu à Maisons-Alfort et lui a dédié la chanson Bouge de là.
- Thomas Ngijol, humoriste, a vécu à Maisons-Alfort dans le quartier de Vert de Maisons.
- Xavier Niel (né en 1967 à Maisons-Alfort), homme d'affaires français.
- Edmond Nocard, médecin vétérinaire, chercheur.
- Maxime Old, architecte d'intérieur, décorateur, créateur de meubles est né en 1910 à Maisons-Alfort et y a vécu jusqu'en 1955.
- Ferdinand Parpan (1902-2004), sculpteur, a vécu au Groupe Georges-Guyon et est décédé à Maisons-Alfort.
- Marc Raquil, athlète français, a vécu à Maisons-Alfort.
- Georges Rose (né en 1910 à Maisons-Alfort, mort en 1997), international de football français.
- Ildefonse Rousset (1817-1878), éditeur, photographe et journaliste français.
- Marine Vacth (née en 1991), actrice, a grandi à Maisons-Alfort[100].
- Gabriel Volland (1881-1947), poète et écrivain.
- Yodelice, chanteur-auteur-compositeur, a vécu à Maisons-Alfort.
- Sandrine Rousseau (1972- ), économiste et femme politique française, y est née.
- Samir Amirèche (1972- ) est un ancien footballeur international algérien qui a grandi à Maisons-Alfort dans le quartier de Vert de Maisons.

### Héraldique, logotype et devise

Logotype de la ville de Maisons-Alfort.

|  | Les armes de Maisons-Alfort se blasonnent ainsi : D’azur à la champagne de gueules, à la ruche d’or ouverte du champ, les pieds brochant sur la champagne, accompagnée de neuf abeilles d’or volant vers la ruche. La ruche et les abeilles l’entourant évoquent la laborieuse activité de la commune (Commission héraldique de 1962). |